# 片町線
片町線（かたまちせん）は、京都府木津川市の木津駅から大阪府大阪市都島区の京橋駅に至る西日本旅客鉄道（JR西日本）の鉄道路線（幹線）である。学研都市線（がっけんとしせん）という愛称が付けられており、旅客案内において正式路線名の「片町線」と案内されることはほとんどない。このほか、本線から離れた神崎川信号場 - 吹田貨物ターミナル駅間および正覚寺信号場 - 平野駅間に貨物支線を持つ。
京橋駅からはJR東西線に直通運転を行っており、さらにJR東西線の尼崎駅から先はJR神戸線（東海道本線・山陽本線）またはJR宝塚線（福知山線）に乗り入れている。
1990年に制定されたラインカラーは黄緑（■）で、選定理由は「これからの若いエネルギーをイメージ」としていたが、2014年度に路線記号 H を導入した際にラインカラーは直通運転しているJR東西線と同じ桜桃色（■）に変更されている。
本項では正式な路線名を示す場合を除いて、東海道本線の尼崎駅から三ノ宮方面については「JR神戸線」、福知山線の尼崎駅 - 篠山口駅間は「JR宝塚線」、関西本線の久宝寺駅 - 奈良駅間・奈良駅 - 木津駅間は「大和路線」の愛称で記述する。

## 概要
JR西日本のアーバンネットワークに含まれる路線の一つである。生駒山地の北端を廻り、大阪府北河内地域の各都市や京都府南部に広がる住宅地と大阪・阪神方面との通勤・通学路線となっている。また愛称の通り、関西文化学術研究都市田辺地区のアクセス路線でもある。また、木津駅 - 京田辺駅間で近畿日本鉄道（近鉄）京都線と、河内磐船駅 - 京橋駅間で京阪電気鉄道の交野線・京阪本線と競合するが、いずれも経路や運賃・利用者層などが異なることから直接的には競合していない。
元は路線名の由来であった片町駅が終点だったが、同駅が1997年のJR東西線開業と同時に同線の大阪城北詰駅に置き換わる形で廃止されたため、京橋駅が終点となった。片町駅が廃止された後も正式路線名は変更されていない。
関西の日本国有鉄道（国鉄）線で初の電化区間である。また国鉄では武蔵野線に次いで、西日本地域としては初めて自動改札機を採用した路線でもある。
旅客営業区間の全線が旅客営業規則の定める大都市近郊区間の「大阪近郊区間」および、松井山手駅 - 京橋駅間が電車特定区間に含まれ、区間外よりも割安な近距離運賃設定となっている。また、全線がIC乗車カード「ICOCA」のエリアに含まれている。
全区間をJR西日本近畿統括本部が管轄している。
北陸新幹線の京都駅 - 新大阪駅間のルートは、当線の松井山手駅付近に近畿地方で唯一の北陸新幹線単独駅を設置する京田辺ルート（南回り）に確定しており、これにより関西文化学術研究都市の経済振興が図れるとされている。

## 路線データ
- 管轄・路線距離（営業キロ）：
  - 西日本旅客鉄道（第一種鉄道事業者）：
    - 木津駅 - 京橋駅間 44.8km
    - 神崎川信号場 - 吹田貨物ターミナル駅間 3.7km
    - 正覚寺信号場 - 平野駅間 1.5km

  - 日本貨物鉄道（第二種鉄道事業者）：
    - 徳庵駅 - 放出駅間 (1.8km)　※放出駅 - 鴫野駅間はおおさか東線の区間として扱われている[11]。
    - 神崎川信号場 - 吹田貨物ターミナル駅間 (3.7km)
    - 正覚寺信号場 - 平野駅間 (1.5km)
- 軌間：1067mm
- 駅数：24（起終点駅含む、支線を除く）
  - 片町線所属駅に限定した場合、関西本線所属の木津駅および、大阪環状線所属の京橋駅[12]が除外され、22駅となる。
- 複線区間：松井山手駅 - 京橋駅間[注 4]
- 電化区間：全線（直流1500V）
- 閉塞方式
  - 木津駅 - JR三山木駅間：自動閉塞式（特殊）
  - JR三山木駅 - 京橋駅間：自動閉塞式
- 保安装置：ATS-P（拠点P方式）およびATS-SW
- 運転指令所：大阪総合指令所
- 列車運行管理システム
  - 正覚寺信号場 - 平野駅間 大阪環状・大和路線運行管理システム
  - 木津駅 - 京橋駅間 JR宝塚・JR東西・学研都市線運行管理システム
- 最高速度：110km/h
- IC乗車カード対応区間：
  - ICOCAエリア：全線（全線PiTaPaポストペイサービス対象区間）
- 2020年度の混雑率：120%（鴫野→京橋 7:30-8:30）[13]
- 保線区：
  - 木津駅 - 四条畷駅間 大和路線保線区
  - 四条畷駅 - 京橋駅間 天王寺保線区

### 貨物支線

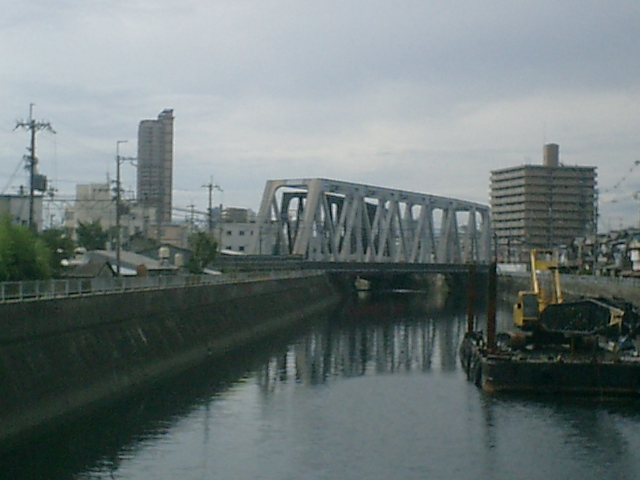
放出駅から網干総合車両所明石支所放出派出所に延びる鉄橋。おおさか東線久宝寺駅方面にもつながっている

かつては放出駅・鴫野駅からそれぞれ南北に伸びる貨物支線（通称「城東貨物線」）を持ち、関西本線と東海道本線を結ぶ日本貨物鉄道（JR貨物）の貨物列車が同線を経由して運行されていた。
JR発足後、同線の一部は新大阪駅 - 久宝寺駅間を結ぶおおさか東線として旅客営業に用いられることになり、第三セクター会社の大阪外環状鉄道によって旅客線化する工事が進められ、2008年3月15日に放出駅 - 久宝寺駅間が、2019年3月16日に新大阪駅 - 鴫野駅間が開業した。この際に片町線の重複する区間が廃止された結果、現在の貨物支線は本線から離れた正覚寺信号場 - 平野駅間および神崎川信号場 - 吹田貨物ターミナル駅間のみが残る状態となっている。

## 沿線概況

### 木津駅 - 松井山手駅間
京都府内は生駒山地の東側から北側に沿っており、ほぼ全区間が単線である。関西文化学術研究都市の沿線であるため近年は利用者が増えている。
起点である木津駅は京都府の最南部木津川市に位置し、片町線（学研都市線）の列車は1線のみを使用している。木津駅を出ると大きく左にカーブし、住宅地の合間をカーブしながら抜けると右側にのみホームのある西木津駅、その先で右にカーブして近鉄京都線をくぐってしばらく近鉄線と並走し、精華町に入り関西文化学術研究都市の玄関口である祝園駅に着く。左側にホームのある下狛駅を過ぎると京田辺市に入って、しだいに右手には近鉄西大寺検車区宮津車庫の横を走行し、行き違い設備を持つJR三山木駅、続いて同志社大学京田辺キャンパスの最寄り駅である同志社前駅に着き、さらにミツマンボと呼ばれるレンガ橋（馬坂川跨線水路橋）の天井川をくぐって京田辺駅に着く。2010年3月12日まで京田辺駅では全列車の車両の増解結が行われていたが、これは京田辺駅以南は4両編成しか運転できなかったためである。
京田辺駅を出ると再度天井川をくぐって京奈和自動車道との交差部に大住駅があり、左右にカーブを進みながら住宅地が多くなると掘削駅の松井山手駅である。松井山手駅は線内で最も新しい駅であり、駅周辺のニュータウン開発に伴い開業した。松井山手駅からは複線で、京橋方面からのほとんどの普通がこの駅で折り返しており、引き上げ線も1線設けられている。第二京阪道路を越えた先で大阪府に入る。
1989年3月の松井山手駅開業・長尾以東電化複線化までは、大住駅 - 長尾駅間に大谷トンネル・奥大谷トンネルの2本のトンネルがあった。大谷トンネルは開削されて現存しない。松井山手駅が旧・大谷トンネルの位置にあるとされることが多いが実際にはそうではなく、大谷トンネルを含む旧線は松井山手駅より少し東に位置する。奥大谷トンネルは京都・大阪の府境にあったが、トンネルの老朽化と複線化対応のため、トンネルの北側を切り通しにして線路が付け替えられた。旧線の路盤は埋められたが、京橋方のポータル（坑口）の上部が地上に出ており、現在線の車窓からも見ることができる。また、1989年に長尾以東が電化される前は、片町線のこの区間は運行頻度も少なく不便であったために利用客は非常に少なく、沿線の精華町や京田辺市（当時は田辺町）の住民は片町線沿線（大東市や四條畷市など）や関西本線木津以東が目的地以外の場合は殆どが近鉄京都線を利用し、京橋への移動でさえ大和西大寺駅や丹波橋駅経由で移動したり、あるいは京阪樟葉駅にバスで出て移動するケースが殆どであった。

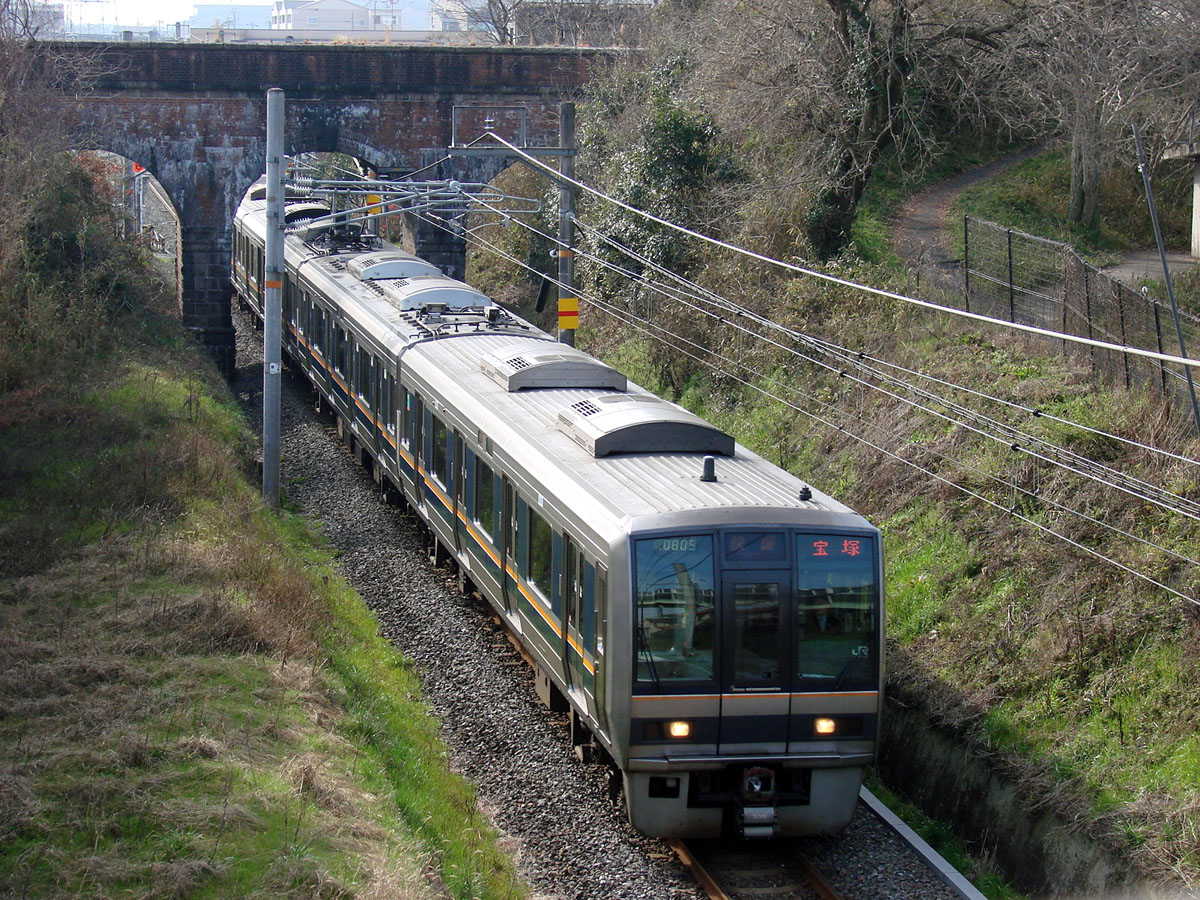
「ミツマンボ」をくぐる207系（2010年3月12日）
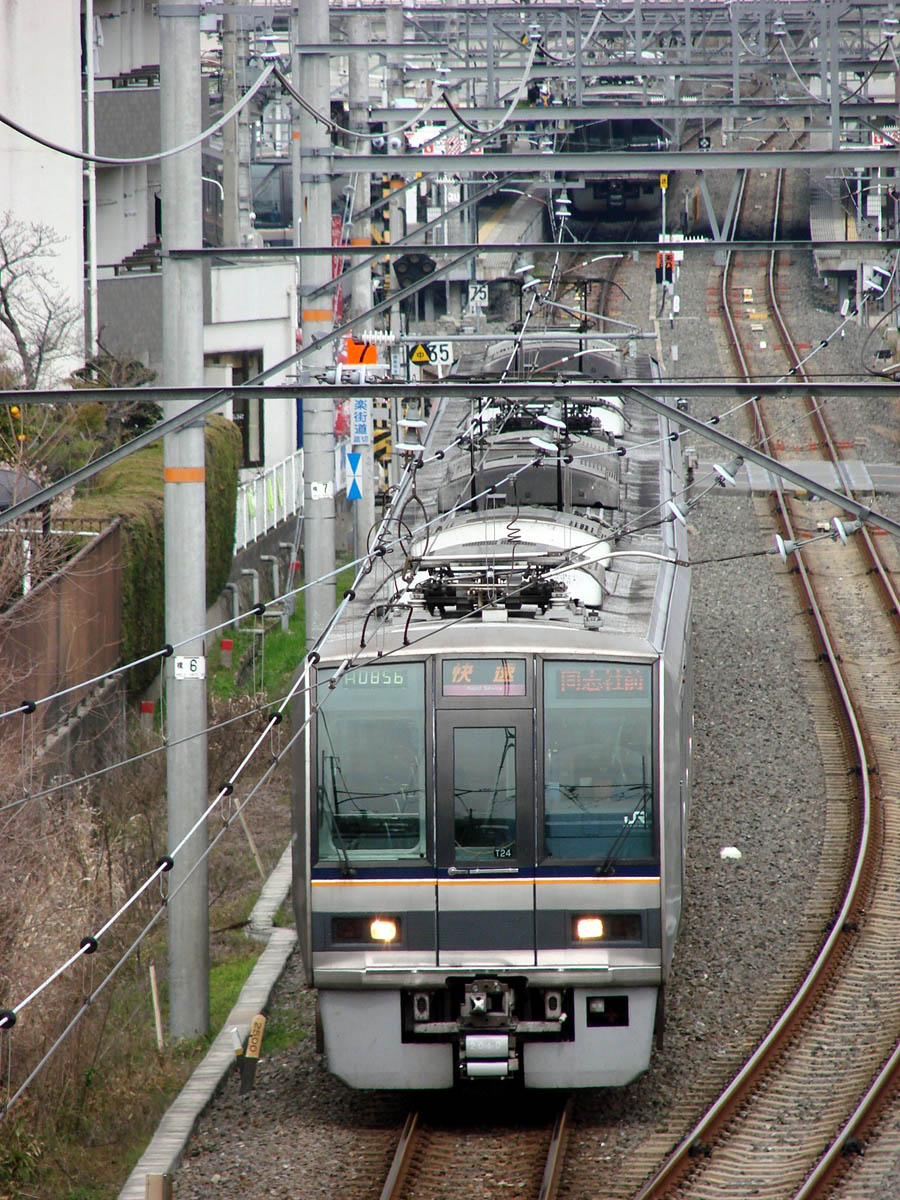
京田辺駅で後ろ3両を切り離した同志社前行（2010年3月12日）

### 松井山手駅 - 京橋駅間
大阪府内は四条畷付近まで生駒山地の北側から西側を走り、進路を変えて西進する。大阪府枚方市に入るとすぐに長尾駅、藤阪駅と続く。津田駅では島式2面4線の用地が確保されているが、実際に線路が敷設されているのは内側2線のみで東側1線は保線基地として使用されている。交野市に入り第二京阪道路を過ぎて右にカーブを進むと京阪交野線との乗換駅である河内磐船駅を過ぎて、高架駅である星田駅である。高架を下りる前に寝屋川市に入り、掘削駅の寝屋川公園駅で再び住宅地が目立つようになると、その先の四條畷市内で再び高架となり忍ケ丘駅、高架を下り地上駅で2面4線の四条畷駅に着く。四条畷駅は、京橋方面からの列車はどのホームでも折り返すことができる駅で朝夕のラッシュ時は四条畷駅発着の列車が数多く設定されている。なお四条畷駅の所在地は四條畷市ではなく大東市である。
続く野崎駅は野崎観音の最寄り駅で、参道は商店街となっている。大きく右にカーブして、恩智川を渡ると高架駅2面4線の住道駅、東大阪市に入って鴻池新田駅と続く。同駅は門真市駅 - 瓜生堂駅間延伸事業が行われる大阪モノレール線との乗換駅となる予定である。近畿自動車道・大阪中央環状線を越えると近畿車輛を左手に眺めて地平に降りると徳庵駅である。同社ではJR西日本のほか、親会社である近鉄など他社の車両も多く製造しており、車窓から搬出前の車両が見えることもある。
徳庵駅を過ぎて大きく右にカーブすると、大阪市に入り、下り線はおおさか東線を越えるための高架となり、その高架からは網干総合車両所明石支所放出派出所を眺めることができる。片町線の上下線に挟まれる形で走るおおさか東線と合わせて方向別複々線になると地上に降り、対面乗り換えが可能な放出駅に到着する。再び高架になると城北川を渡る付近で上り高架線はさらに高さを上げ、おおさか東線の上下線を越える。鴫野駅の手前で下り線と合流し、おおさか東線とは線路別複々線となる。
鴫野駅はカーブ区間にホームが設置されており、駅係員もラッシュ時にホームに常駐している。寝屋川を渡っておおさか東線が右に別れ地上となり、左にカーブすると現在の終点である京橋駅に到着する。なお一部の列車を除き大半の列車が同駅からJR東西線へ直通運転を行う。
かつての終着駅であった片町駅は、京橋駅からそのまま直進した場所にあった。

## 運行形態
1989年3月11日に木津駅 - 長尾駅間が電化されるまでは長尾駅で運転系統が分かれ、木津駅 - 長尾駅間には気動車が運転されていた（「歴史」の節も参照）。また、当時の木津駅 - 長尾駅間の気動車列車は、関西本線亀山駅 - 奈良駅間の列車と共通の2両編成で運転されていた。
JR東西線開業前は、片町駅 - 四条畷駅間では日中時間帯快速20分間隔・普通10分間隔であったが、開業後は同線と一体的な運行形態が組まれ、JR宝塚線宝塚方面やJR神戸線神戸方面と直通運転を行い、日中時間帯は快速・普通とも15分間隔に変更した。普通や快速のほか、朝晩には区間快速および大和路線奈良駅発着の列車が運行されている。
全列車が7両編成で運転されている。2002年3月22日までは松井山手駅で、その後2010年3月12日までは京田辺駅で車両の連結・切り離しが行われ、同志社前駅や木津駅までの間は4両編成で運転されていた。207系の量産車に4両編成と3両編成が存在するのは、このような運用を考慮したものである。
2022年3月12日改正時点の運行形態は以下の通りである。
| 種別＼駅名 | 木津 | …   | 同志社前 | 同志社前 | …   | 四条畷 | 四条畷 | …   | 京橋 | …                                 |
| ---------- | ---- | --- | -------- | -------- | --- | ------ | ------ | --- | ---- | --------------------------------- |
| 区間快速   | 1本  | 1本 | 1本      | 1本      | 1本 | 1本    | 1本    | 1本 | 1本  | JR東西線・JR宝塚線方面 塚口発着   |
| 区間快速   |      |     | 3本      |          |     |        |        |     |      | JR東西線・JR宝塚線方面 塚口発着   |
| 普通       |      |     |          |          |     |        | 4本    | 4本 | 4本  | JR東西線・JR神戸線方面 西明石発着 |

15分サイクルでの運転が基本で、閑散時間帯の運転本数は上表のとおり、1時間当たり、区間快速は木津駅発着1本、同志社前駅発着3本、普通は四条畷駅発着4本が設定されている。すべてJR東西線直通で、区間快速はJR宝塚線の塚口駅まで直通、普通はJR神戸線の西明石駅まで直通となる。四条畷駅で普通と区間快速が接続するダイヤとなっているが、同駅折り返しの普通が1番線と4番線を交互に使用するため、両方面に対しても同一ホームで接続できる場合とできない場合が交互に発生する。

### 定期列車

#### 快速
木津駅 - 長尾駅の各駅と、河内磐船駅・星田駅・四条畷駅・住道駅・放出駅・京橋駅に停車する。
大半の列車がJR宝塚線に直通し、塚口駅・宝塚駅・新三田駅・篠山口駅まで乗り入れる。JR神戸線からの直通列車は土休日夜に西明石発同志社前行き（JR神戸線内は普通）が2本設定されているが、JR神戸線への直通列車はない。夜には京橋駅からJR東西線・JR宝塚線内は普通となる宝塚・新三田行きの快速がある。
早朝・深夜には吹田総合車両所奈良支所への回送列車を兼ねて、木津経由で大和路線と直通する奈良駅発着列車が1往復運転されている。この列車は大和路線系統の快速と同じく平城山駅に停車する。
主に朝夕に運転されている。2015年3月13日までは日中にも設定があったが、区間快速に置き換えられて廃止された。ラッシュ時は住道駅または四条畷駅で普通と緩急接続を行う。
快速は1988年3月13日に設定された。当初は長尾駅 - 片町駅間に平日のみ上り1本、下り2本が運転され、途中の停車駅は四条畷駅・住道駅・放出駅・京橋駅のみであったが、同年9月1日に河内磐船駅が停車駅に追加された。1989年3月11日の改正で日中にも設定され、同志社前駅・木津駅まで運転区間を拡大し、長尾駅から終点までは各駅に停車するようになった。1989年3月11日からは全区間3両編成で運転されていたが、混雑が非常に激しいことから1990年3月10日から4両編成に変更された。1997年3月8日にJR東西線が開通するまでは、朝の同志社大学への通学用に片町発同志社前行き（7両編成で運転し、松井山手駅で後3両を切り離し）が2本運転されていたのを除き、朝ラッシュ時には快速は運転されず、1時間の本数は日中は片町駅 - 同志社前駅間で3本（20分間隔）、同志社前駅 - 木津駅間で1 - 2本（40分間隔）、夕方以降は4両編成で京橋駅 - 同志社前駅間で4本（16分間隔）、同志社前駅 - 木津駅間で2本（32分間隔）が運転されていた。

#### 区間快速
木津駅 - 四条畷駅の各駅と住道駅・放出駅・京橋駅に停車する。
大半が尼崎駅発着およびJR宝塚線直通の塚口駅・宝塚駅・新三田駅発着であるが、JR神戸線の西明石駅を発着する列車（JR神戸線内は普通）が運転されている。大和路線奈良駅発着列車（木津駅経由）も1往復運転されている。上り木津方面の列車は尼崎駅で普通・快速から区間快速に、下り尼崎方面の列車は京橋駅で区間快速から普通・快速に種別が変わる。
日中時間帯は1時間に京橋駅 - 同志社前駅間が4本、同志社前駅 - 木津駅間が1本の運転である。
2010年3月13日のダイヤ改正で普通・快速を置き換えて増発し、木津行きの最終列車も快速から区間快速に変更された。また、2015年3月14日のダイヤ改正で日中の快速が区間快速に変更された。　

#### 普通
全区間で各駅に停車する。大半の列車がJR神戸線西明石方面と直通運転している。基本的な運行区間は西明石駅・京橋駅 - 四条畷駅・松井山手駅間であり、朝晩にはJR宝塚線の塚口駅・宝塚駅・新三田駅を発着する列車も設定されている。
日中時間帯は京橋駅 - 四条畷駅間で1時間に4本運転されている。朝夕は京橋駅で折り返す列車も運行されている。京橋駅 - 木津駅間を直通する普通は、早朝にJR宝塚線方面および尼崎・京橋発の木津行き5本、木津発が下り最終の京橋行き1本のみである。朝晩には快速・区間快速との緩急接続もあり、西明石駅発着は四条畷駅（朝のみ住道駅）で、京橋駅発着は住道駅で行う。日中時間帯は四条畷駅で区間快速と片接続を行う。
JR東西線開業前は朝ラッシュ時に快速の設定がなかったため、その時間帯に木津駅・同志社前駅発着列車の設定があった。1999年5月9日までは朝の四条畷駅 → 京橋駅間は4分間隔であったが、区間快速への置き換えが進んだ。2002年3月22日までは日中にも京橋駅 - 四条畷駅間で1時間に6本が運転されていた。区間列車については1999年5月10日に4両に減車され、最終的に廃止された。2006年3月17日までは、長尾行きや大久保駅発着の列車も設定されていた。
2010年3月13日のダイヤ改正では、日中時間帯の上り松井山手行きが須磨発に変更された。このダイヤ改正以前は、夕方ラッシュ時の系統は京橋発四条畷行きで、折り返し四条畷発西明石行きとして運転されていた。2011年3月12日の改正で平日午前中の一部列車が長尾駅折り返しに変更され、夜のJR神戸線直通の一部が四条畷発に変更された。2012年3月17日の改正で日中の松井山手駅発着が長尾駅発着に変更された。2015年3月14日のダイヤ改正では日中の列車の運転区間が四条畷駅発着に見直された。その後、2016年の摩耶駅開業に伴う時間調整の影響で、日中時間帯の上りは再び西明石始発となり、代替としてJR神戸線 - 大阪駅・高槻駅間の系統は上下とも須磨駅発着となっている。

### 臨時列車

#### 快速
JR東西線が開業した1997年には、快速「万葉レジャー号」が新三田駅 - 奈良駅間で1往復（新三田駅 - 木津駅間は定期列車）が運転されたほか、2000年と2001年には快速「神戸シーサイドレジャー号」が四条畷駅 - 西明石駅間で1往復運転された。
現在は、臨時列車の運転はない。

#### 大晦日臨時列車
大晦日深夜から元日未明にかけて、片町線では京橋駅 - 四条畷駅間（運転区間はJR東西線尼崎駅 - 四条畷駅間）において、午前3時頃まで約30分間隔で普通のみ臨時列車を運行している。
かつては元日の始発にかけて、JR尼崎駅から先、JR宝塚線宝塚駅まで（一時期は新三田駅まで）約30 - 60分間隔で、また四条畷駅から先も、京田辺駅まで（一時期は木津駅まで）普通のみ約60分間隔で終夜運転が実施されていたこともあったが、これらの区間の運行は2018年度までに全て取り止められている。さらに、2019年度からは午前3時頃で運転を打ち切っているため終夜運転ではなくなり、運行区間・時間は縮小傾向にある。2020年度はJR西日本が管内の全ての路線で終夜運転はおろか、最終電車終了後の延長運転自体を取り止めたため実施されなかった。

### 女性専用車
平日・土曜・休日にかかわらず毎日、始発から終電まで、全列車の木津側から3両目（321系・207系体質改善車では5号車）に女性専用車が設定されている。対象車両および乗車位置には、女性専用車の案内表示が設置されている。なお、ダイヤが乱れた際は女性専用車の設定が解除されることがある。
当線では、2002年7月1日より平日の始発から9時までに京橋駅に到着する下り列車の最後部車両を女性専用車として試験的に導入し、同年10月1日から本格的に導入した。その後、同年12月2日からは木津方面行きの列車にも設定するとともに設定車両を木津側から3両目に変更し、平日の17時から21時までの時間帯についても女性専用車の設定を行った。
さらに2011年4月18日からは、平日・休日にかかわらず毎日、始発から終電まで女性専用車が設定されるようになった。

### 廃止列車

#### 直通快速
おおさか東線が部分開業した2008年3月15日から同線が全線開業する前日である2019年3月15日まで、直通快速が奈良駅 - 尼崎駅間に大和路線・おおさか東線経由で朝夕に運転されていた。運転本数は朝に奈良発尼崎行き4本、夕方に尼崎発奈良行き4本である。当線内は放出駅・京橋駅に停車し、鴫野駅を通過していた。車両は2011年3月11日の尼崎行きまで223系6000番台4両編成を2本連結した8両編成が、同日夕方の奈良行き以降は207系が使用されている。後に321系も運用されている。2019年3月16日のおおさか東線新大阪駅 - 放出駅間開業に伴い全列車が新大阪始発・終着となり、当線・JR東西線での運行が廃止された。

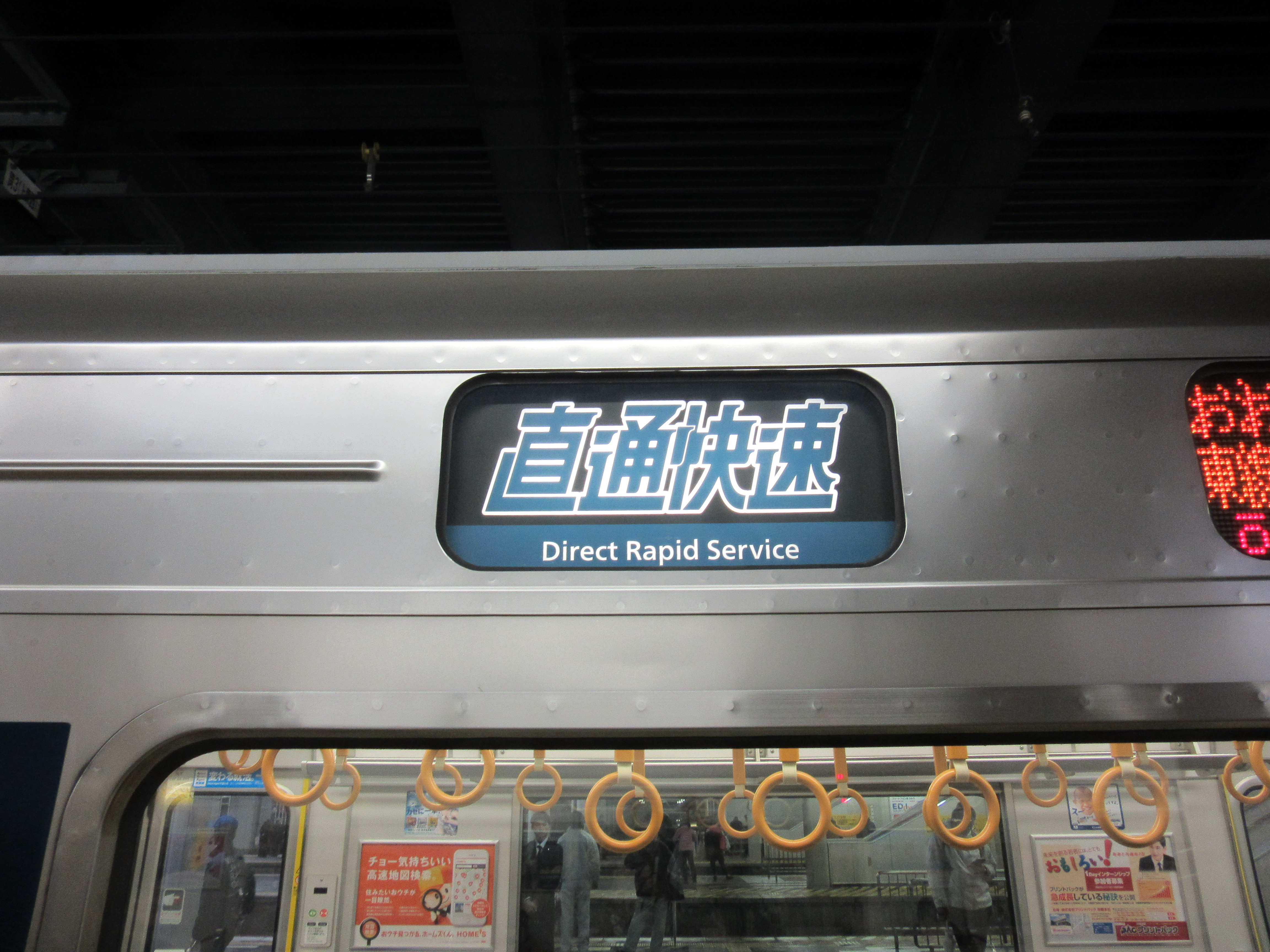
直通快速の表示
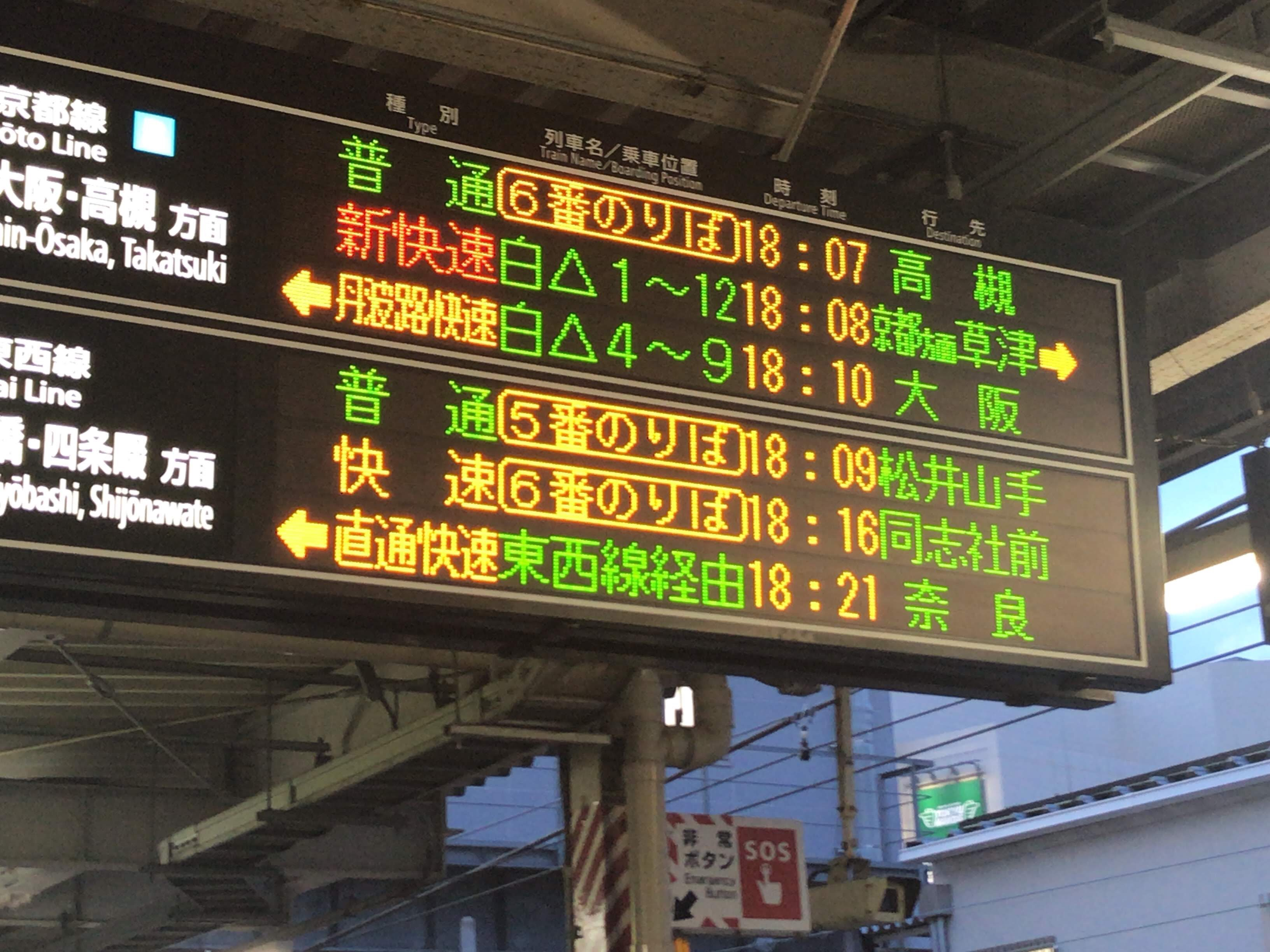
「東西線経由」の直通快速を表示する尼崎駅の電光掲示板

### 過去の運行形態
| 種別＼駅名 | 木津  | …     | 同志社前 | 同志社前 | …     | 松井山手 | 松井山手 | …     | 四条畷 | 四条畷 | …     | 片町  |
| ---------- | ----- | ----- | -------- | -------- | ----- | -------- | -------- | ----- | ------ | ------ | ----- | ----- |
| 快速       | 1-2本 | 1-2本 | 1-2本    | 1-2本    | 1-2本 | 1-2本    | 1-2本    | 1-2本 | 1-2本  | 1-2本  | 1-2本 | 1-2本 |
| 快速       |       |       | 2-1本    |          |       |          |          |       |        |        |       |       |
| 普通       |       |       |          |          |       |          | 3本      | 3本   | 3本    | 3本    | 3本   | 3本   |
| 普通       |       |       |          |          |       |          |          |       | 3本    |        |       |       |

| 種別＼駅名 | 木津 | …   | 同志社前 | 同志社前 | …   | 松井山手 | 松井山手 | …   | 四条畷 | 四条畷 | …   | 京橋 | …                                                  |
| ---------- | ---- | --- | -------- | -------- | --- | -------- | -------- | --- | ------ | ------ | --- | ---- | -------------------------------------------------- |
| 快速       | 2本  | 2本 | 2本      | 2本      | 2本 | 2本      | 2本      | 2本 | 2本    | 2本    | 2本 | 2本  | JR東西線・JR宝塚線方面 宝塚発着 松井山手にて増解結 |
| 快速       |      |     | 2本      |          |     |          |          |     |        |        |     |      | JR東西線・JR宝塚線方面 宝塚発着 松井山手にて増解結 |
| 普通       |      |     |          |          |     |          | 4本      | 4本 | 4本    | 4本    | 4本 | 4本  | JR東西線・JR神戸線方面 西明石発着                  |
| 普通       |      |     |          |          |     |          |          |     | 2本    |        |     |      |                                                    |

| 種別＼駅名 | 木津 | …   | 同志社前 | 同志社前 | …   | 松井山手 | 松井山手 | …   | 京橋 | …                                                |
| ---------- | ---- | --- | -------- | -------- | --- | -------- | -------- | --- | ---- | ------------------------------------------------ |
| 快速       | 2本  | 2本 | 2本      | 2本      | 2本 | 2本      | 2本      | 2本 | 2本  | JR東西線・JR宝塚線方面 宝塚発着 京田辺にて増解結 |
| 快速       |      |     | 2本      |          |     |          |          |     |      | JR東西線・JR宝塚線方面 宝塚発着 京田辺にて増解結 |
| 普通       |      |     |          |          |     |          | 4本      | 4本 | 4本  | JR東西線・JR神戸線方面 西明石発着                |

| 種別＼駅名 | 木津 | …   | 同志社前 | 同志社前 | …   | 松井山手 | 松井山手 | …   | 京橋 | …                                 |
| ---------- | ---- | --- | -------- | -------- | --- | -------- | -------- | --- | ---- | --------------------------------- |
| 快速       | 2本  | 2本 | 2本      | 2本      | 2本 | 2本      | 2本      | 2本 | 2本  | JR東西線・JR宝塚線方面 宝塚発着   |
| 快速       |      |     | 2本      |          |     |          |          |     |      | JR東西線・JR宝塚線方面 宝塚発着   |
| 普通       |      |     |          |          |     |          | 4本      | 4本 | 4本  | JR東西線・JR神戸線方面 西明石発着 |

| 種別＼駅名 | 木津 | …   | 同志社前 | 同志社前 | …   | 松井山手 | 松井山手 | …   | 京橋 | …                                 |
| ---------- | ---- | --- | -------- | -------- | --- | -------- | -------- | --- | ---- | --------------------------------- |
| 快速       | 2本  | 2本 | 2本      | 2本      | 2本 | 2本      | 2本      | 2本 | 2本  | JR東西線・JR宝塚線方面 塚口発着   |
| 快速       |      |     | 2本      |          |     |          |          |     |      | JR東西線・JR宝塚線方面 塚口発着   |
| 普通       |      |     |          |          |     |          | 4本      | 4本 | 4本  | JR東西線・JR神戸線方面 西明石発着 |

| 種別＼駅名 | 木津 | …   | 同志社前 | 同志社前 | …   | 長尾 | 長尾 | …   | 京橋 | …                                 |
| ---------- | ---- | --- | -------- | -------- | --- | ---- | ---- | --- | ---- | --------------------------------- |
| 快速       | 2本  | 2本 | 2本      | 2本      | 2本 | 2本  | 2本  | 2本 | 2本  | JR東西線・JR宝塚線方面 塚口発着   |
| 快速       |      |     | 2本      |          |     |      |      |     |      | JR東西線・JR宝塚線方面 塚口発着   |
| 普通       |      |     |          |          |     |      | 4本  | 4本 | 4本  | JR東西線・JR神戸線方面 西明石発着 |

| 種別＼駅名 | 木津 | …   | 同志社前 | 同志社前 | …   | 四条畷 | 四条畷 | …   | 京橋 | …                                 |
| ---------- | ---- | --- | -------- | -------- | --- | ------ | ------ | --- | ---- | --------------------------------- |
| 区間快速   | 2本  | 2本 | 2本      | 2本      | 2本 | 2本    | 2本    | 2本 | 2本  | JR東西線・JR宝塚線方面 塚口発着   |
| 区間快速   |      |     | 2本      |          |     |        |        |     |      | JR東西線・JR宝塚線方面 塚口発着   |
| 普通       |      |     |          |          |     |        | 4本    | 4本 | 4本  | JR東西線・JR神戸線方面 西明石発着 |

## 使用車両

### 現在の車両
全列車が電車で運転されている。直通運転を行うJR東西線とともに全区間の列車がロングシート車で占められている。また、所属は網干総合車両所所属・明石支所配置である。直通先のJR宝塚線の普通・快速列車やJR神戸線・JR京都線の普通（京阪神緩行線）と共通運用となっている。
現行の主力車両である207系が最初に投入された路線が当路線であることや、当路線の延長路線であるJR東西線の開業もあり、JR西日本の電化路線では最も早く全列車がJR発足後製造の車両に置き換わった路線である（103系はJR東西線開業前の1996年に運用終了）。なお、直通先のJR東西線では、開業当初は207系、2008年以降は207系と321系のみが使用され、201系、205系は入線しなかった。
但し、例外として2008年のおおさか東線の放出駅 - 久宝寺駅間の区間開業時に、尼崎発着の東西線・放出駅経由の直通快速に限り、クロスシート仕様の223系6000番台が2011年3月11日まで使用されていたが、JR東西線の北新地駅で4扉・7両編成対応のホームドアを設置する関係で当路線での運用ができなくなり、翌12日以降はロングシート車のみが乗り入れている。
- 207系
  - 当線では1991年4月30日から営業運転を開始した。最初に投入されたのはF1編成と呼ばれる試作車7両固定編成で、片町駅 - 松井山手駅間の列車に運用された。同年12月から量産車が投入され、木津駅までの全線で運用されるようになった。F1編成は2002年3月23日のダイヤ改正時に当線とJR東西線の運用から離脱、その後2005年4月25日のJR福知山線脱線事故によって一時的に復帰、翌2006年3月18日のダイヤ改正時に再離脱、321系と共通運用になっている関係で2008年3月15日改正で再び入線するようになるなど、当線への入線と離脱を繰り返していたが、2022年に廃車された。
- 321系
  - 2008年3月14日より当線でも運用を開始した。2010年3月12日までは京橋駅 - 松井山手駅・京田辺駅間の区間快速と普通のみで、ダイヤが乱れた際などには突発的に快速に充当されることもあった。全区間7両編成で運転することになった翌13日のダイヤ改正以後は一部の快速列車にも運用され、運転区間も木津駅までに延長された。

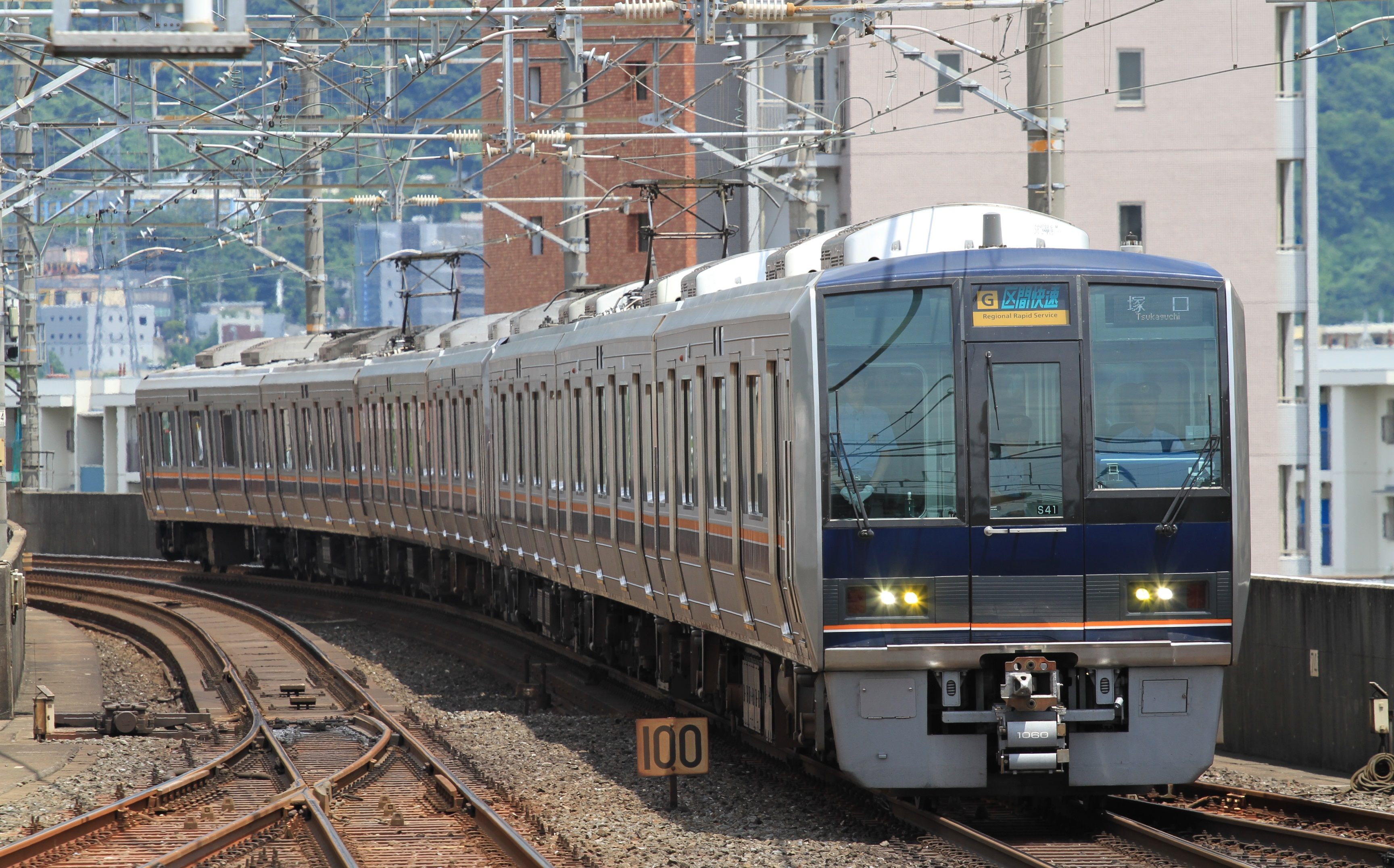
207系
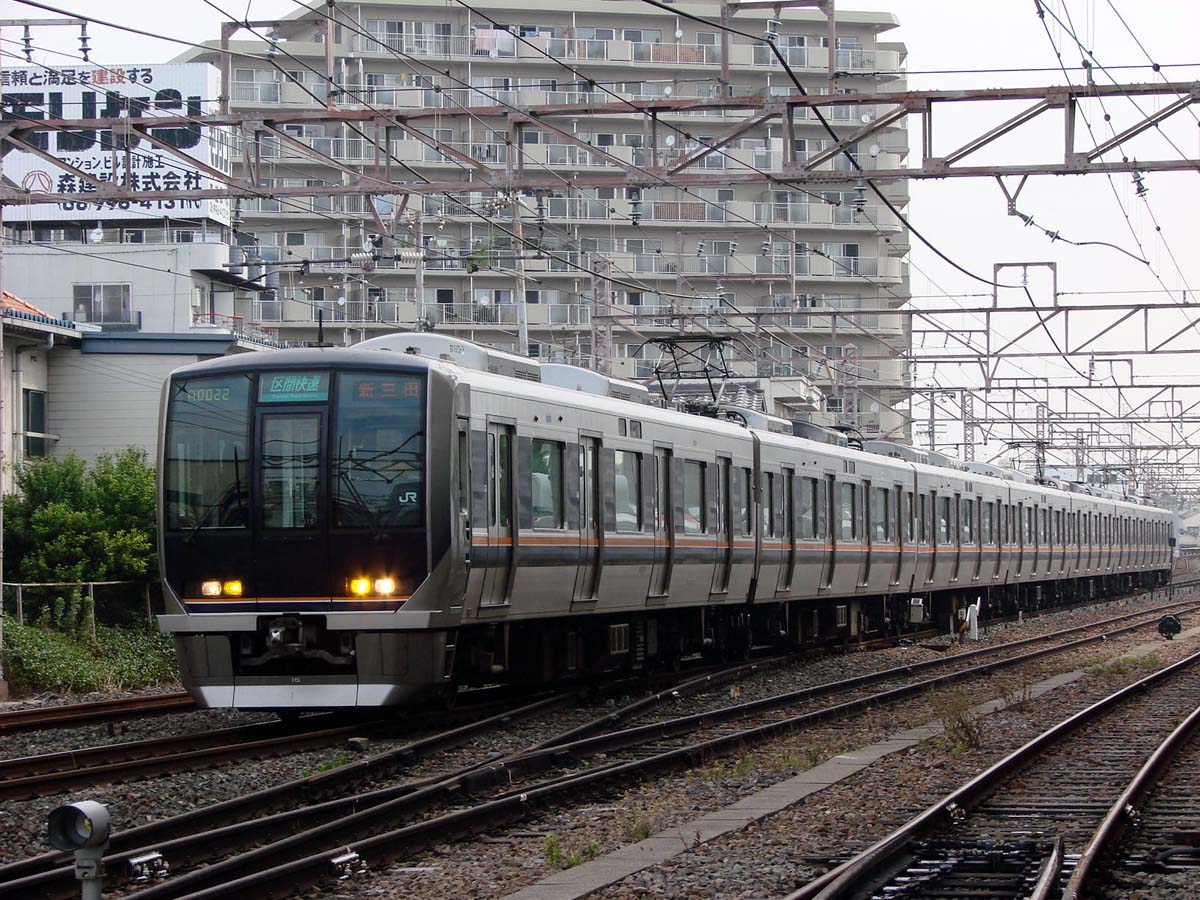
321系

### 過去の車両
- 電車
  - 101系
  - 103系
  - 72系
  - 51系
  - 42系
  - 40系
  - 32系
  - 223系6000番台
    - 宮原総合運転所（現：網干総合車両所宮原支所）の編成を使用し、おおさか東線経由の直通快速のため、京橋駅 - 放出駅間で2008年3月15日から2011年3月11日まで使用されていた[31]。
- 気動車
  - キハ58系
  - キハ45系
  - キハ40系
  - キハ35系
  - キハ20系
  - キハ10系
  - キハ41000形

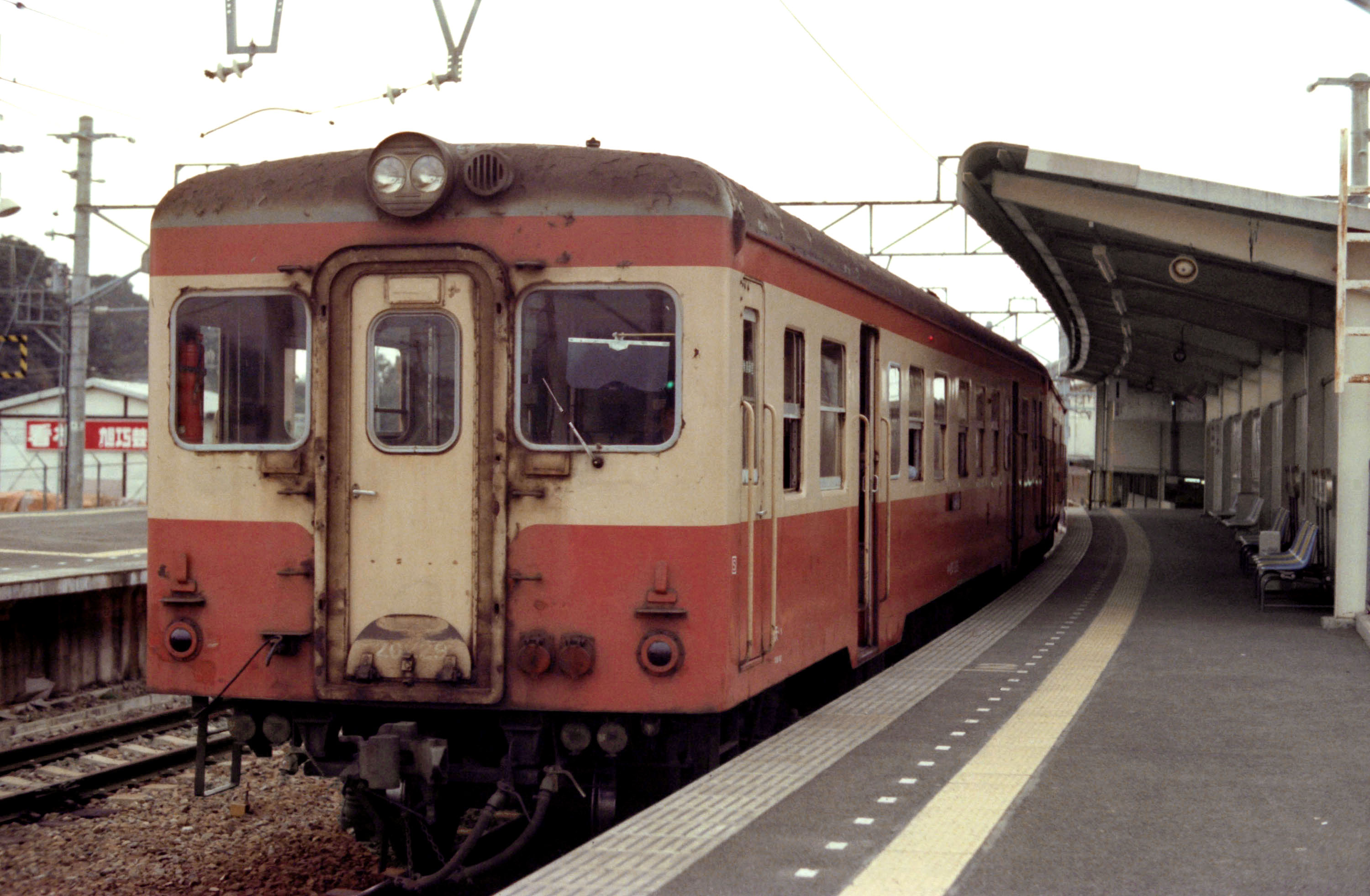
キハ20
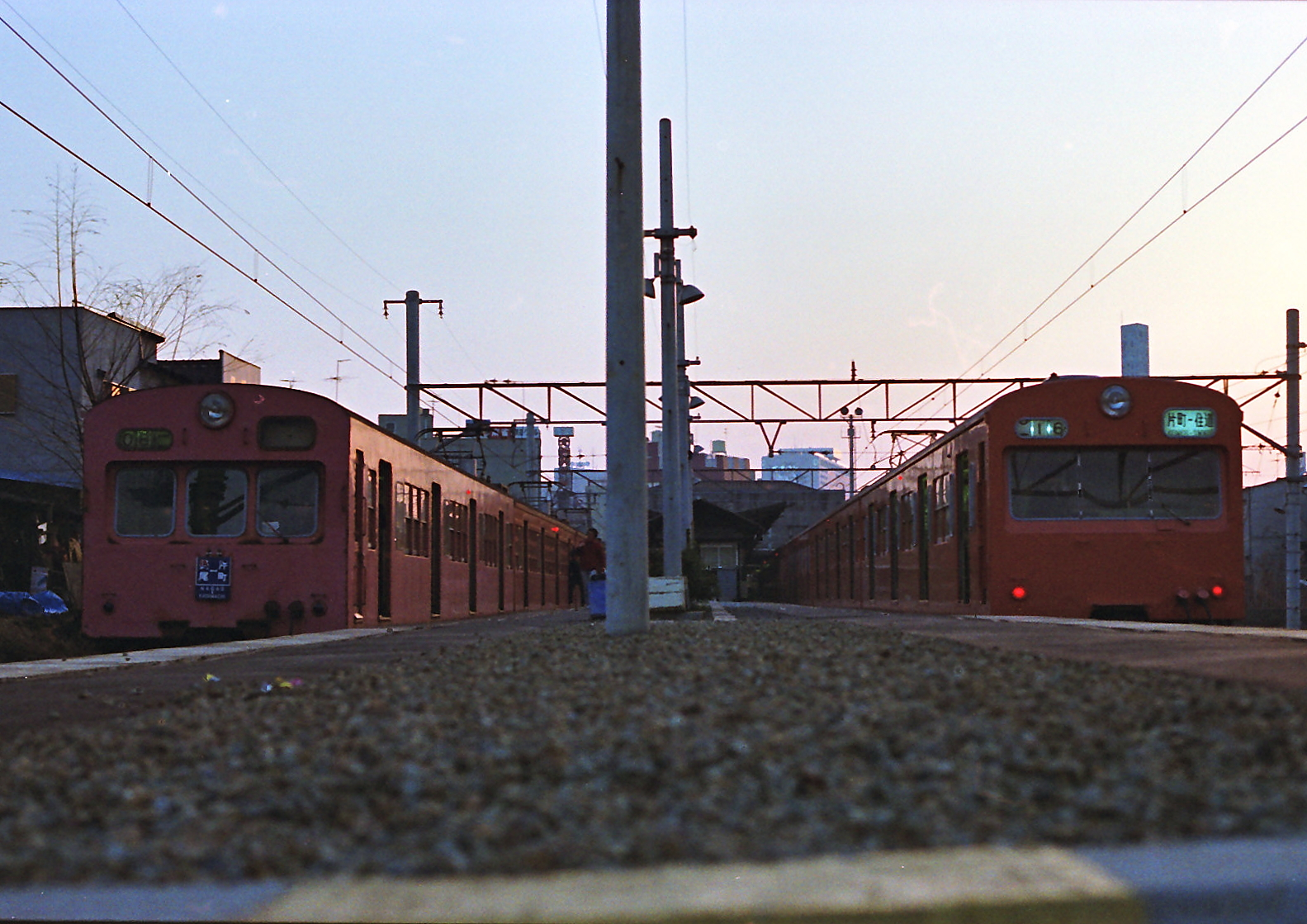
72系(左)と101系
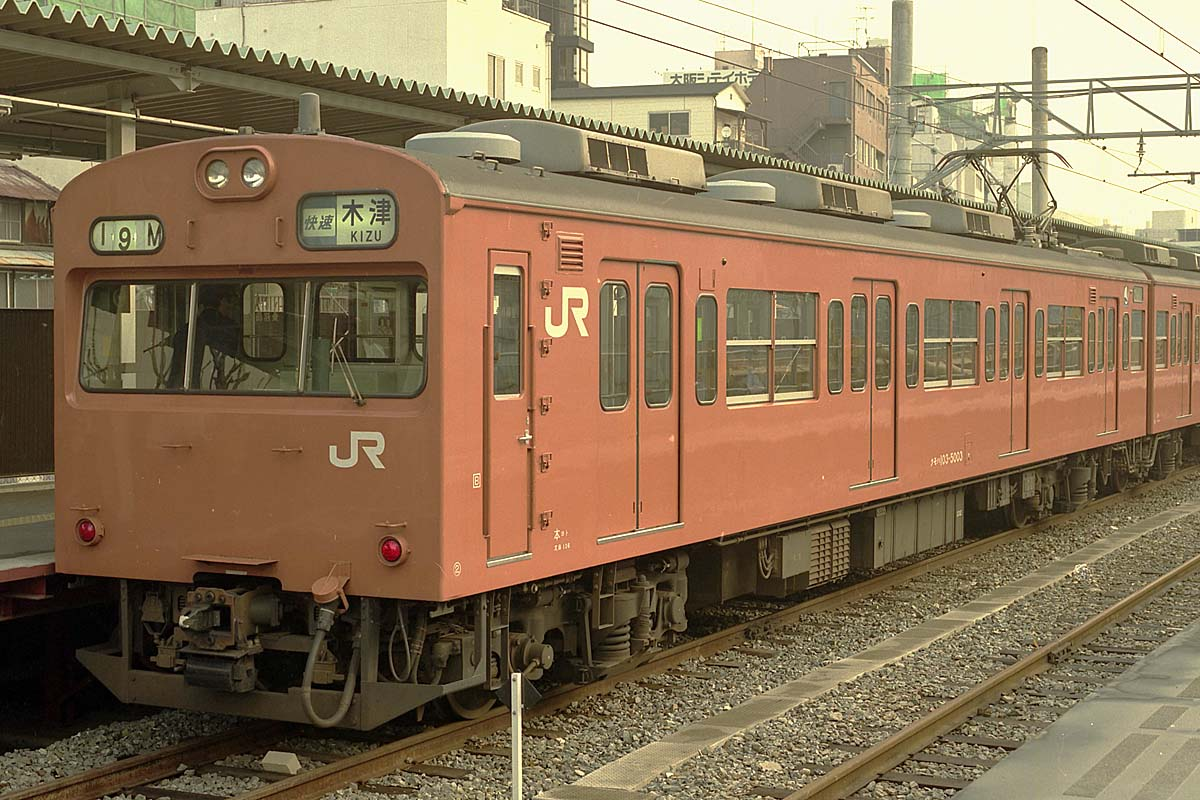
103系

## 歴史
片町駅 - 四条畷駅間は、浪速鉄道が生駒山地北部の飯盛山西麓にある四條畷神社や野崎観音への参詣路線および寝屋川舟運の代替路線として1895年に開業させたもので、徳庵浜や角堂浜（住道浜）といった舟運の拠点に途中駅が設置された。四条畷駅 - 新木津駅・木津駅間は、その頃、大阪進出を計画していた関西鉄道が1897年に浪速鉄道とともに合併した城河鉄道から四条畷駅 - 長尾駅 - 木津駅間の鉄道敷設免許を使い、翌1898年に開通させたものである。
関西鉄道は網島駅 - 四条畷駅 - 新木津駅間を名阪間を結ぶ本線とし、網島駅 - 名古屋駅間に四条畷駅経由で直通列車を運転するが、1900年に大阪鉄道を合併して名阪間の本線を王寺駅経由に変更、さらに加茂駅 - 奈良駅間を大仏駅経由から木津駅経由に変更した1907年より後は、木津駅 - 桜ノ宮駅・片町駅間を結ぶだけのローカル線となった。同年国有化され、1909年に木津駅 - 桜ノ宮駅間を桜ノ宮線、放出駅 - 片町駅間を片町線とするが、1913年に放出駅 - 桜ノ宮駅間を廃止し、木津駅 - 片町駅間が片町線となった。
1932年、四条畷駅 - 片町駅間が関西の国電区間では初めて電化され（1929年に開通した阪和線は当時阪和電鉄という私鉄）、木津駅 - 四条畷駅間はC11形が牽引する汽車、四条畷駅 - 片町駅間は電車になった。C11形投入後は蒸気機関車が廃止されるまで、同機が専ら列車牽引に用いられた。
戦前の当線の特色として、陸軍大阪砲兵工廠（現在の大阪城公園の一部・大阪ビジネスパーク・森ノ宮電車区・Osaka Metro森之宮検車場の地にあった）と沿線に設置された工廠や火薬庫を結ぶ軍需輸送がある。これらの施設までは陸軍の専用線が敷設されていた（星田駅 - 香里製造所・津田駅 - 中宮（禁野火薬庫）・現在の下狛駅付近 - 祝園弾薬庫の3線）。戦後、施設の廃止により香里と中宮に至る専用線は道路化されたが、戦後に米軍および自衛隊の施設に転用された祝園の専用線はその後も使われ、現在もその跡をわずかに留めている。なお、香里製造所の敷地は1958年から香里団地に、専用跡は枚方市道・交野市道に流用された。中宮の禁野火薬庫は小松製作所大阪工場に流用され、1967年10月からはこの頃に一般国道昇格が決定された主要地方道水口枚方線（1970年4月1日に国道307号へ昇格）バイパスに流用されている。

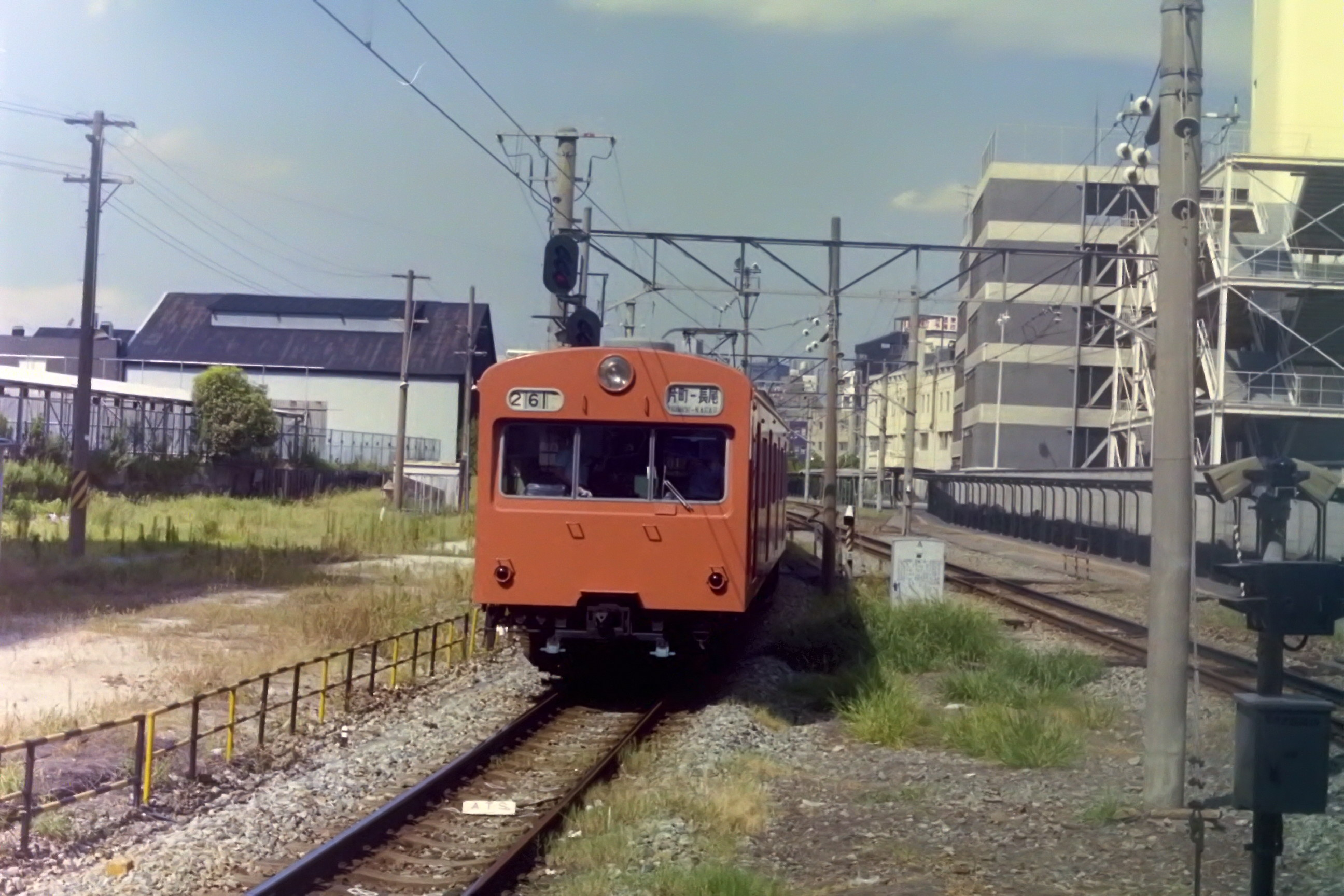
片町駅へ向かう101系電車（1985年）

戦後の1949年には、四条畷駅 - 片町駅間22分間隔、所要時間34分のところを、20分間隔、所要時間は日中22分、朝夕24 - 26分に増発・スピードアップされた。1950年に長尾駅 - 四条畷駅間が電化され、非電化区間は気動車のキハ41000形に変わり、汽車は木津駅 - 放出駅間1日2 - 3往復（放出駅 - 片町駅間と城東貨物線については不明）の貨物列車だけになった（1972年に蒸気機関車使用廃止）。木津駅 - 長尾駅間は気動車が日中以降1 - 2時間間隔で運転されるだけであり、国鉄末期に増発が行われた。

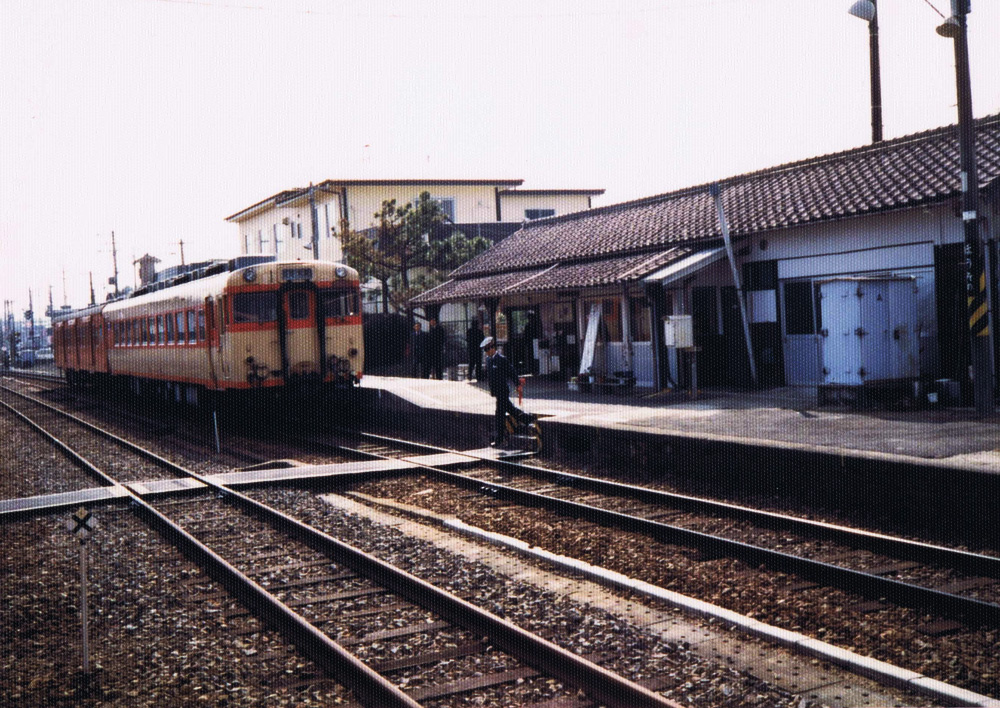
国鉄時代の片町線の祝園駅、長尾から京都・奈良寄りの区間ではまだ古いディーゼルカーが走っていた（1987年2月）

国鉄分割民営化後の1989年に木津駅 - 長尾駅間が電化され、全区間で電車が運転されるようになった。
1970年代、急激な都市化が進む大阪市北西部・兵庫県阪神地域を結ぶための実質的な延伸区間「片福連絡線」の構想が、1971年の都市交通審議会答申第13号で「新設すべき路線のうち、緊急に実施すべき区間」と指定を受けたものの、長年にわたり着工が財政上の問題から見送られてきた。1988年、JR西日本と沿線自治体などが共同で出資した関西高速鉄道が設立され、線路の建設と保有を関西高速鉄道（第3種鉄道事業者）、運行をJR西日本（第2種鉄道事業者）が行う「上下分離方式」で着工されるに至り、1997年、JR東西線として開業し福知山線（JR宝塚線）・東海道・山陽本線（JR神戸線）との直通運転を開始。同時に京橋駅 - 片町駅間が廃止された。

### 年表
以下で区間の「廃止」は特に注記がなければ当該駅および信号場間の営業線としての廃止を意味する。廃止日以降も車両基地への回送線としてや、重複区間であるため一部区間では線路が残っている（いた）場合はその旨注記した。

#### 浪速鉄道・関西鉄道
- 1895年（明治28年）8月22日：浪速鉄道により片町駅 - 四条畷駅間（8M5C≒12.98km）が開業。全線単線。片町駅・放出駅・徳庵駅・住道駅・四条畷駅が開業。
- 1896年（明治29年）6月9日：全線で営業距離が9C（≒0.18km）延長。
- 1897年（明治30年）2月9日：浪速鉄道が関西鉄道に路線を譲渡。
- 1898年（明治31年）
  - 4月12日：四条畷駅 - 長尾駅間（8M23C≒13.34km）が延伸開業。津田駅・長尾駅が開業。
  - 6月4日：長尾 - 新木津間（11M23C≒18.17km）が延伸開業。田辺駅（現在の京田辺駅）・祝園駅・新木津駅が開業。
  - 7月1日：星田駅が開業。
  - 9月16日：木津駅 - 新木津駅間（29C≒0.58km）が延伸開業し、現在の奈良線である奈良鉄道線に接続。起点を片町駅から木津駅に変更。
  - 11月8日：支線 放出駅 - 寝屋川間（1M35C≒2.31km）が開業。寝屋川駅が開業[35]。
  - 11月18日：加茂駅 - 新木津駅間（3M64C≒6.12km）[36]、寝屋川駅 - 網島駅間（1M6C≒1.73km）が延伸開業[35]。網島駅が開業。寝屋川駅が寝屋川聯絡所に変更[35]。名古屋駅 - 新木津駅 - 網島駅間が本線となり、同区間で直通列車を運転開始。支線となった放出駅 - 片町駅間の旅客営業廃止[35]。
- 1899年（明治32年）5月15日：野崎仮停車場が開業。
- 1900年（明治33年）6月6日：大阪鉄道の奈良駅 - 湊町駅（現在のJR難波駅）間が本線に編入され、加茂駅 - 新木津駅 - 網島駅間は支線になる。
- 1901年（明治34年）
  - 1月18日：支線 新木津駅 - 木津駅間が休止。
  - 1月25日：放出駅 - 片町駅間の営業距離が2C（≒0.04km）延長。
  - 12月21日：網島駅 - 桜ノ宮駅間（57C≒1.15km）が開業。
- 1902年（明治35年）11月12日：営業距離の単位をマイル・チェーンからマイルのみに変更（加茂駅 - 網島駅間 31M71C→31.9M、放出駅 - 片町駅間 2M17C→2.2M、網島駅 - 桜ノ宮駅間 57C→0.7M、新木津駅 - 木津駅間 29C→0.4M）。
- 1905年（明治38年）1月1日：放出駅 - 片町駅間の旅客営業再開。
- 1907年（明治40年）
  - 8月21日：加茂駅 - 新木津駅間（3.8M≒6.12km）休止。新木津駅が新木津給水所に変更。

#### 国有鉄道
- 1907年（明治40年）
  - 10月1日：関西鉄道が国有化。新木津給水所が新木津給水給炭所に変更。
  - 11月1日：加茂駅 - 新木津駅間（0.4M≒0.64km）が正式に廃止。木津駅 - 桜ノ宮駅間で営業距離が0.2M（≒0.32km）延長。
- 1909年（明治42年）10月12日：国有鉄道線路名称制定。木津駅 - 桜ノ宮駅間を桜ノ宮線、放出駅 - 片町駅間を片町線とする。
- 1911年（明治44年）8月29日：新木津給水給炭所が廃止。
- 1912年（明治45年）
  - 4月21日：野崎仮停車場を野崎駅に変更。鴻池新田駅が開業。片町駅構内扱いで京橋口乗降場が設置される。
  - 5月11日：新喜多駅が開業。
- 1913年（大正2年）11月15日：放出駅 - 桜ノ宮駅間（3.1M≒4.99km）が廃止。木津駅 - 片町駅間を片町線とする。片町駅京橋口乗降場が京橋駅に統合。網島駅・寝屋川聯絡所が廃止。この時、放出駅 - 中野町信号所 - 桜ノ宮駅間に連絡線が開設（廃止時期不明）。
- 1916年（大正5年）12月11日：新喜多駅が廃止。
- 1922年（大正11年）4月1日：中野町信号所が中野町信号場に改称。
- 1927年（昭和2年）12月10日：放出駅 - 鴫野駅間が複線化。貨物支線 京橋駅 - 淀川駅間（1.2M≒1.93km）、放出駅 - 淀川駅間（3.0M≒4.83km）が開業し貨物駅として淀川駅が開業。
- 1929年（昭和4年）3月15日：貨物支線 淀川駅 - 千里信号場 - 吹田駅間（6.2M≒9.98km）が開業。中間に巽信号場・千里信号場が開設。
- 1930年（昭和5年）4月1日：営業距離の単位をマイルからメートルに変更（木津駅 - 片町駅間 28.1M→45.4km、放出駅 - 淀川駅間 3.0M→4.8km、淀川駅 - 吹田駅間 6.2M→10.0km、京橋駅 - 淀川駅間 1.2M→1.8km）。
- 1931年（昭和6年）8月10日：貨物支線 放出駅 - 正覚寺信号場 - 平野駅間 (8.4km)、放出駅 - 吹田駅間 (10.7km) が開業。関西本線との分岐点に正覚寺信号場（初代）が開設。
- 1932年（昭和7年）
  - 7月8日：千里信号場が廃止。
  - 11月1日：放出駅 - 京橋駅間に鴫野信号場が開設。
  - 12月1日：四条畷駅 - 片町駅間、鴫野信号場 - 吹田駅間が電化。
- 1933年（昭和8年）
  - 6月17日：奈良駅 - 四条畷駅間で気動車（ガソリンカー）運行開始[37]。
  - 7月1日：旅客列車が無煙化（蒸気機関車使用廃止）[38]。
  - 9月1日：鴫野信号場が駅に変更され、鴫野駅が開業。
- 1935年（昭和10年）12月2日：河内磐船駅が開業。
- 1939年（昭和14年）10月15日：貨物支線 放出駅 - 竜華操車場 - 八尾駅間 (10.4km) が開業。正覚寺信号場（初代）が平野駅に統合されて廃止。
- 1941年（昭和16年）7月25日：正覚寺信号場（2代目）が開設。
- 1943年（昭和18年）10月1日：貨物支線 放出駅 - 平野駅間に蛇草信号場、放出駅 - 吹田駅間に都島信号場が開設。
- 1944年（昭和19年）6月18日：ガソリンカーの運転を休止し、蒸気機関車牽引列車に置き換え[38]。
- 1945年（昭和20年）頃：野崎駅 - 住道駅間に東住道仮乗降場が開業。朝夕通勤時のみ列車が停車した。
- 1948年（昭和23年）頃：東住道仮乗降場が廃止。
- 1950年（昭和25年）12月25日：長尾駅 - 四条畷駅間が電化され、長尾駅 - 片町駅間で直通運転開始[39]。
  - 電化当初は4両編成の電車が40 - 60分間隔で1日21往復。木津駅 - 長尾駅間は気動車1日9往復と早朝に下り貨客混合列車1本。
- 1951年（昭和26年）11月10日：奈良駅 - 長尾駅間で気動車運転開始[39]。
- 1952年（昭和27年）12月1日：西木津駅・下狛駅・上田辺駅（現在のJR三山木駅）・大住駅が開業。
- 1953年（昭和28年）
  - 2月1日：片町線に土曜ダイヤ、休日ダイヤが設定される[40]。
  - 5月1日：忍ケ丘駅が開業。
- 1954年（昭和29年）：津田駅 - 禁野火薬庫と星田駅 - 香里製造所の専用線（禁野側線・香里側線）が廃止。
- 1955年（昭和30年）1月25日：鴫野駅 - 片町駅間が複線化。
- 1961年（昭和36年）
  - 4月25日：貨物支線 京橋駅 - 淀川駅間 (1.8km) が廃止（ただし、大阪環状線列車の淀川電車区への入出区のために、線路自体は存続）。
  - 12月10日：正覚寺信号場（2代目）が平野駅に統合されて廃止。
- 1963年（昭和38年）12月5日：全列車の5両運転開始[41]。
- 1969年（昭和44年）2月27日：四条畷駅 - 住道駅間が複線化。
  - 3月22日：住道駅 - 徳庵駅間が複線化。
  - 3月25日：徳庵駅 - 放出駅間が複線化。
- 1972年（昭和47年）
  - 3月15日：定期列車無煙化（蒸気機関車使用廃止）。
  - 6月30日：祝園弾薬庫線（川西側線）が廃止。
- 1976年（昭和51年）：101系電車が森ノ宮電車区から転入し、片町線で運用開始。
- 1977年（昭和52年）3月：73系電車の運用終了。
- 1979年（昭和54年）
  - 103系6両編成が新製投入される。また、101系5両編成を6両編成に増強。
  - 10月1日：長尾駅 - 四条畷駅間が複線化[42]（一部高架化）。藤阪駅・東寝屋川駅が開業。長尾駅 - 片町駅間の各駅に関西の国鉄線では初めて自動改札機設置。
- 1982年（昭和57年）11月15日：貨物支線 放出駅 - 淀川駅間 (4.8km)、淀川駅 - 吹田駅間 (10.0km) が廃止[43]（放出駅 - 鴫野駅間、巽信号場 - 吹田駅間は現存区間と重複）。ただし、片町線電車の淀川電車区への出入区線として、線路は淀川電車区移転まで存続。淀川駅が廃止されて淀川信号場になる[44]。
- 1983年（昭和58年）3月21日：103系が明石電車区から転属（1984年9月30日に完了）。
- 1984年（昭和59年）2月10日：都島信号場が廃止[45]。
- 1985年（昭和60年）3月14日：巽信号場・淀川信号場が廃止[46]。片町線の車両基地である淀川電車区が、大阪市都島区中野町から東大阪市川俣（森ノ宮電車区放出派出所）に移転し、放出駅 - 淀川駅間、京橋駅 - 淀川駅間の淀川電車区への出入区線が廃止。
- 1986年（昭和61年）4月1日：同志社前駅が開業。

#### 西日本旅客鉄道発足後
- 1987年（昭和62年）4月1日：国鉄分割民営化により西日本旅客鉄道が継承。日本貨物鉄道が一部区間の第二種鉄道事業者になる。木津駅 - 徳庵駅間の貨物営業廃止。貨物支線 放出駅 - 吹田駅間の起点を放出駅から鴫野駅に変更。放出駅 - 八尾駅間、鴫野駅 - 吹田駅間が書類上旅客営業開始。
- 1988年（昭和63年）
  - 3月13日：学研都市線の愛称使用開始。快速列車が運転開始（当初は平日のみ上り1本・下り2本。停車駅は長尾駅・四条畷駅・住道駅・放出駅・京橋駅・片町駅）[19]。
  - 9月1日：河内磐船駅が快速停車駅になる[20]。
  - 9月28日：大住駅 - 長尾駅間を新線に切り替え、暫定の単線[47]。
- 1989年（平成元年）
  - 3月11日：木津駅 - 長尾駅間が電化[48]。大住駅 - 長尾駅間が経路変更で0.1km短縮、同区間に松井山手駅が開業[48]。松井山手駅 - 長尾駅間複線化[48]。快速列車を日中も含めて増発。
  - 6月頃：片町線での101系電車運用が終了（7両編成を6両編成化した上で森ノ宮電車区に転属し、桜島線や大阪環状線で1991年まで運用）。
- 1990年（平成2年）2月3日：住道駅付近が高架化[49]。
- 1991年（平成3年）4月30日：207系電車が営業運転開始。
- 1996年（平成8年）9月：103系電車の運用終了（使用されていた103系は1991年以降、森ノ宮電車区・奈良電車区・日根野電車区などに転属）。
- 1997年（平成9年）3月8日：JR東西線開業により、福知山線（JR宝塚線）・東海道・山陽本線（JR神戸線）との直通運転が開始。京橋駅 - 片町駅間 (0.5km) が廃止され、片町駅が廃止[34]。田辺駅が京田辺駅に、上田辺駅がJR三山木駅に改称[50]。Jスルーを導入[51]。
- 1999年（平成11年）5月10日：区間快速が運転開始。
- 2002年（平成14年）
  - 3月23日：JR三山木駅 - 松井山手駅間の輸送改善工事の完成によるダイヤ改正を実施[52][53]。4両編成から7両編成への増解結駅が松井山手駅から京田辺駅に変更となり、7両編成区間が京田辺駅 - 京橋駅間に延長[53]。星田駅が快速停車駅になる。ラッシュ時に区間快速を増発。日中の四条畷駅 - 京橋駅間折り返しの普通を廃止。この区間の普通は1時間あたり4本となる。
  - 7月1日：女性専用車が朝ラッシュ時間帯に試験導入[26][27]。
  - 10月1日：女性専用車が本格導入[27]。
  - 12月2日：女性専用車が夕ラッシュ時間帯に導入[27][28]。
- 2003年（平成15年）
  - 3月：貨物支線の蛇草信号場が廃止。
  - 10月1日：各駅でコンコースの喫煙コーナーを廃止[54]。
- 2007年（平成19年）12月16日：貨物支線に俊徳道信号場が新設。放出駅 - 俊徳道信号場間が複線化。
- 2008年（平成20年）
  - 3月9日：貨物支線の俊徳道信号場が廃止され、正覚寺信号場（3代目）が新設。俊徳道信号場 - 正覚寺信号場間が複線化。
  - 3月14日：321系電車の営業運転開始。
  - 3月15日：おおさか東線開業のため、貨物支線 放出駅 - 八尾駅間 (10.4km) が廃止。貨物支線 放出駅 - 平野駅間の起点を放出駅から正覚寺信号場に変更（放出駅 - 正覚寺信号場間がおおさか東線と重複するため）。正覚寺信号場 - 平野駅間に第一種鉄道事業における営業キロ (1.5km) が付与される[注 9]。直通快速の運転開始。
- 2009年（平成21年）
  - 7月1日：各駅でホーム上の喫煙コーナーが廃止され全面禁煙化[55]。
  - 10月4日：貨物支線 正覚寺信号場 - 平野駅間と木津駅に大阪環状・大和路線運行管理システム が導入[56]。
- 2010年（平成22年）
  - 3月13日：木津駅 - 同志社前駅間各駅のホーム延伸工事完成に伴い、京田辺駅で行っていた4両編成への増解結を廃止し、全線で7両編成で運転開始。これによって321系が木津駅まで入線できるようになり、207系と共通運用になる。区間快速が増発され、土休日ダイヤの午前中にも運転されるようになる[17]。
  - 12月1日：組織改正により、大阪支社および京都支社の管轄から近畿統括本部の管轄に変更[57]。
- 2011年（平成23年）
  - 3月8日：京橋駅 - 松井山手駅間と、京田辺駅・同志社前駅・祝園駅にJR宝塚・JR東西・学研都市線運行管理システム が導入される[58]。
  - 3月12日：貨物支線 正覚寺信号場 - 平野駅間が直流電化。祝園駅留置線使用開始。昼間時間帯の快速の乗り入れ先の発着駅が宝塚駅から塚口駅に変更[59]。これにより同時間帯において片町線から尼崎駅 - 宝塚駅間の快速停車駅へは尼崎駅での乗り換えが必要になったが、塚口駅へは乗り換えなしで行けるようになった（同駅発着の快速のみが停車するため）。
  - 4月18日：女性専用車が毎日、終日設定される[29]。
- 2012年（平成24年）
  - 3月17日：昼間時間帯の普通の発着駅を松井山手駅から長尾駅に変更[60]。
  - 10月8日：貨物支線 鴫野駅 - 吹田駅間の終点（東海道本線との接続点）を吹田駅から吹田貨物ターミナル駅[注 10]に変更(+1.5km)[61]。ただし、日本貨物鉄道の第二種鉄道事業の終点変更は、吹田貨物ターミナル駅が実際に貨物駅としての営業を開始した2013年（平成25年）3月16日付で実施[62]。
- 2015年（平成27年）
  - 3月14日：昼間時間帯の快速を区間快速に置き換え、同時間帯の普通を長尾駅発着から四条畷駅発着に変更[63]。
- 2018年（平成30年）
  - 3月17日：各駅に駅ナンバーが導入され、使用を開始する。
  - 12月25日：おおさか東線（新大阪駅 - 放出駅間）の試運転開始に伴い[64]、貨物支線 鴫野駅 - 吹田貨物ターミナル駅間の神崎川信号場の供用を開始。
- 2019年（平成31年）
  - 3月16日：おおさか東線（新大阪駅 - 放出駅間）開業のため、重複区間となる貨物支線 鴫野駅 - 神崎川信号場間 (6.9km) が廃止[2]。東寝屋川駅を寝屋川公園駅に改称[65][66]。おおさか東線の直通快速の乗り入れ終了[33]。JR貨物の第二種鉄道事業のみ、放出駅 - 鴫野駅間を線路名称上おおさか東線に編入[11]。
- 2022年（令和4年）
  - 3月12日：昼間時間帯の一部区間快速の発着駅を見直し。従来の木津駅発着2本、同志社前駅発着2本から木津駅発着1本、同志社前駅発着3本に変更される[67]。
- 2025年（令和7年）4月1日：電車特定区間が長尾駅 - 京橋駅間から松井山手駅 - 京橋駅間に拡大[68][6]。

## 駅一覧

### 本線（学研都市線）
- 駅名 … ◇：貨物取扱駅（定期貨物列車の発着なし）、阪：特定都区市内制度における「大阪市内」エリアの駅
- # … 待避可能駅
- 停車駅
  - 普通…すべての駅に停車
  - 区間快速・快速…●印の駅は停車、｜印の駅は通過
- 線路 … ||：複線区間、◇・｜：単線区間（◇は列車交換可能）、∧：ここより下は複線
- 駅ナンバーは2018年3月より導入[69]

| 駅ナンバー | 駅名         | 営業キロ | 営業キロ | 区間快速 | 快速 | 接続路線 | 線路 | 所在地 | 所在地        | 所在地        |
| 駅ナンバー | 駅名         | 駅間     | 累計     | 区間快速 | 快速 | 接続路線 | 線路 | 所在地 | 所在地        | 所在地        |
| ---------- | ------------ | -------- | -------- | -------- | ---- | --- | ---- | ------ | ------------- | ------------- |
| JR-H18     | 木津駅       | -        | 0.0      | ●        | ●    | 西日本旅客鉄道： 関西本線（大和路線・朝夕の一部列車が直通）(JR-Q38)・ 奈良線 (JR-D19)                                                              | ｜   | 京都府 | 木津川市      | 木津川市      |
| JR-H19     | 西木津駅     | 2.2      | 2.2      | ●        | ●    | | ｜   | 京都府 | 木津川市      | 木津川市      |
| JR-H20     | 祝園駅       | 2.9      | 5.1      | ●        | ●    | 近畿日本鉄道：B 京都線 …新祝園駅 (B21) | ◇    | 京都府 | 相楽郡 精華町 | 相楽郡 精華町 |
| JR-H21     | 下狛駅       | 2.3      | 7.4      | ●        | ●    | | ｜   | 京都府 | 相楽郡 精華町 | 相楽郡 精華町 |
| JR-H22     | JR三山木駅   | 2.0      | 9.4      | ●        | ●    | | ◇    | 京都府 | 京田辺市      | 京田辺市      |
| JR-H23     | 同志社前駅   | 1.1      | 10.5     | ●        | ●    | | ｜   | 京都府 | 京田辺市      | 京田辺市      |
| JR-H24     | 京田辺駅     | 1.9      | 12.4     | ●        | ●    | 近畿日本鉄道：B 京都線 …新田辺駅 (B16) | ◇    | 京都府 | 京田辺市      | 京田辺市      |
| JR-H25     | 大住駅       | 2.1      | 14.5     | ●        | ●    | | ◇    | 京都府 | 京田辺市      | 京田辺市      |
| JR-H26     | 松井山手駅   | 2.5      | 17.0     | ●        | ●    | | ∧    | 京都府 | 京田辺市      | 京田辺市      |
| JR-H27     | 長尾駅       | 1.6      | 18.6     | ●        | ●    | | \|\| | 大阪府 | 枚方市        | 枚方市        |
| JR-H28     | 藤阪駅       | 1.6      | 20.2     | ●        | ｜   | | \|\| | 大阪府 | 枚方市        | 枚方市        |
| JR-H29     | 津田駅       | 1.6      | 21.8     | ●        | ｜   | | \|\| | 大阪府 | 枚方市        | 枚方市        |
| JR-H30     | 河内磐船駅   | 3.2      | 25.0     | ●        | ●    | 京阪電気鉄道： 交野線 …河内森駅 (KH66) | \|\| | 大阪府 | 交野市        | 交野市        |
| JR-H31     | 星田駅       | 2.1      | 27.1     | ●        | ●    | | \|\| | 大阪府 | 交野市        | 交野市        |
| JR-H32     | 寝屋川公園駅 | 1.7      | 28.8     | ●        | ｜   | | \|\| | 大阪府 | 寝屋川市      | 寝屋川市      |
| JR-H33     | 忍ケ丘駅     | 1.3      | 30.1     | ●        | ｜   | | \|\| | 大阪府 | 四條畷市      | 四條畷市      |
| JR-H34     | 四条畷駅#    | 1.9      | 32.0     | ●        | ●    | | \|\| | 大阪府 | 大東市        | 大東市        |
| JR-H35     | 野崎駅       | 1.3      | 33.3     | ｜       | ｜   | | \|\| | 大阪府 | 大東市        | 大東市        |
| JR-H36     | 住道駅#      | 2.2      | 35.5     | ●        | ●    | | \|\| | 大阪府 | 大東市        | 大東市        |
| JR-H37     | 鴻池新田駅   | 2.4      | 37.9     | ｜       | ｜   | | \|\| | 大阪府 | 東大阪市      | 東大阪市      |
| JR-H38     | 徳庵駅#      | 1.9      | 39.8     | ｜       | ｜   | | \|\| | 大阪府 | 東大阪市      | 東大阪市      |
| JR-H39     | 放出駅 阪#   | 1.8      | 41.6     | ●        | ●    | 西日本旅客鉄道： おおさか東線 (JR-F08) | \|\| | 大阪府 | 大阪市        | 鶴見区        |
| JR-H40     | 鴫野駅 阪    | 1.6      | 43.2     | ｜       | ｜   | 西日本旅客鉄道： おおさか東線 (JR-F07) 大阪市高速電気軌道： 今里筋線 (I19)                                                                         | \|\| | 大阪府 | 大阪市        | 城東区        |
| JR-H41     | 京橋駅 阪    | 1.6      | 44.8     | ●        | ●    | 西日本旅客鉄道： JR東西線（一部列車を除き直通運転）・ 大阪環状線 (JR-O08) 京阪電気鉄道： 京阪本線 (KH04) 大阪市高速電気軌道： 長堀鶴見緑地線 (N22) | \|\| | 大阪府 | 大阪市        | 城東区        |

祝園駅・同志社前駅・藤阪駅・津田駅・星田駅・忍ケ丘駅・鴻池新田駅がJR西日本交通サービスによる業務委託駅、西木津駅・下狛駅・JR三山木駅・大住駅・寝屋川公園駅が無人駅、それ以外の駅はJR西日本の直営駅である。

### 貨物支線
- 全駅・信号場とも大阪府内に所在。
- 千里信号場は1932年7月8日廃止。
- 吹田駅は2012年10月8日までの書類上の終点であった。同日付で終点を吹田貨物ターミナル駅に変更。

|                   | 駅名 信号場名              | 営業キロ | 接続路線 | 所在地 | 所在地   |        |
| ----------------- | -------------------------- | -------- | --- | ------ | -------- | ------ |
| 城東貨物 南連絡線 | 正覚寺信号場               | 0.0      | 西日本旅客鉄道：おおさか東線                                                                                            | 大阪市 | 平野区   | 平野区 |
| 城東貨物 南連絡線 | 平野駅                     | 1.5      | 西日本旅客鉄道：関西本線 日本貨物鉄道：関西本線貨物支線（百済貨物ターミナル駅方面）                                     | 大阪市 | 平野区   | 平野区 |
| 城東貨物 北連絡線 | 神崎川信号場               | 0.0      | 西日本旅客鉄道：おおさか東線                                                                                            | 大阪市 | 東淀川区 |        |
| 城東貨物 北連絡線 | 千里信号場                 | 1.8      | |        |          |        |
| 城東貨物 北連絡線 | （吹田駅）                 | 2.2      | 西日本旅客鉄道：東海道本線（本線）                                                                                      | 吹田市 | 吹田市   |        |
| 城東貨物 北連絡線 | （貨）吹田貨物ターミナル駅 | 3.7      | 西日本旅客鉄道：東海道本線（本線・北方貨物線・梅田貨物線） 日本貨物鉄道：東海道本線貨物支線（大阪貨物ターミナル駅方面） | 吹田市 | 吹田市   |        |

### 廃止区間
括弧内の数値は起点からのキロ程。
2019年3月16日廃止区間
（放出駅 -） 鴫野駅 (0.0) - 巽信号場 (1.3) - 都島信号場 (4.1) - 神崎川信号場 (6.9)
- 全区間が現在のおおさか東線と重複。1987年4月1日の国鉄分割民営化と同時に登記上の起点を放出駅から鴫野駅に変更。巽信号場は1985年3月14日、都島信号場は1984年2月10日にそれぞれ廃止。最末期の2018年12月25日よりおおさか東線延伸区間の試運転が開始されたため、 神崎川信号場を新設。

2008年3月15日廃止区間
放出駅 (0.0) - 俊徳道信号場 - 蛇草信号場 (4.8) - 正覚寺信号場 (6.9) - 竜華信号場 (9.6) - 八尾駅 (10.4)
- 放出駅 - 正覚寺信号場間は現在のおおさか東線と重複。竜華信号場（旧：竜華操車場）は1997年7月28日、蛇草信号場は2003年3月にそれぞれ廃止。おおさか東線建設の進捗に伴い2007年12月6日から2008年3月9日のみ俊徳道信号場を設置し、最末期の2008年3月9日に正覚寺信号場を新設。

1997年3月8日廃止区間
京橋駅 (0.0) - 片町駅 (0.5)
1982年11月15日廃止区間
放出駅 (0.0) - 鴫野駅 (1.6) - （貨）淀川駅 (4.8)
（貨）淀川駅 (0.0) - 巽信号場 (2.2) - 都島信号場 (5.0) - 千里信号場 (9.6) - 吹田駅 (10.0)
- 淀川電車区出入区のため、1985年3月14日まで線路は存続した。放出駅 - 鴫野駅間、巽信号場 - 吹田駅間は現存区間ならびに現在のおおさか東線と重複。千里信号場は1932年7月8日廃止。

1961年4月25日廃止区間
京橋駅 (0.0) - （貨）淀川駅 (1.8)
- 大阪環状線から分岐。淀川電車区出入区のため1985年3月14日まで路線は存続した。

廃止時期不明
放出駅 - （寝屋川聯絡所） - 中野町信号場 - 桜ノ宮駅
- 1913年11月15日開設の非営業の連絡線で同日廃止の網島駅経由の路線の代替をなすものだが、廃止時期不明。京橋駅 - 淀川駅間の貨物線がこの路線をオーバークロスするように建設されている。

1913年11月15日廃止区間（桜ノ宮線）
放出駅 (0.00) - 寝屋川聯絡所 (2.3) - 網島駅 (3.86) - 桜ノ宮駅 (4.99)
1907年8月21日廃止区間
加茂駅 (0.0) - 新木津駅 (6.12)

### 廃駅
括弧内は木津駅起点の営業キロ。廃止区間の駅を除く。
- 新木津駅：1907年給炭所に格下げ、1911年廃止、木津駅 - 西木津駅間（約0.6）
- 東住道仮乗降場：1948年頃廃止、野崎駅 - 住道駅間
- 新喜多駅：1916年廃止、鴫野駅 - 京橋駅間（約44.0）

## 平均通過人員
各年度の平均通過人員（人/日）は以下のとおりである。
| 年度                   | 平均通過人員（人/日） | 出典   |
| 年度                   | 木津 - 京橋など       | 出典   |
| ---------------------- | --------------------- | ------ |
| 2013年度（平成25年度） | 67,685                | [ 71 ] |
| 2014年度（平成26年度） | 66,346                | [ 72 ] |
| 2015年度（平成27年度） | 67,217                | [ 73 ] |
| 2016年度（平成28年度） | 66,783                | [ 74 ] |
| 2017年度（平成29年度） | 67,025                | [ 75 ] |
| 2018年度（平成30年度） | 66,792                | [ 76 ] |
| 2019年度（令和元年度） | 66,124                | [ 77 ] |
| 2020年度（令和02年度） | 57,579                | [ 78 ] |
| 2021年度（令和03年度） | 60,395                | [ 79 ] |
| 2022年度（令和04年度） | 66,027                | [ 80 ] |
| 2023年度（令和05年度） | 68,704                | [ 81 ] |

## 将来の構想・計画

### 単線区間（木津駅 - 松井山手駅間）の複線化
片町線は1989年3月にこれまで気動車が運行されていた長尾駅 - 木津駅間の電化が実現したものの、この時開業した松井山手駅と木津駅の間は複線化はされなかった。片町線は関西文化学術研究都市へのアクセスとして重要な役割を担うため、大阪方面との輸送力の強化の必要性が大きく高まっていたが、松井山手駅以東は単線区間が残っており、また、木津、西木津、下狛、同志社前の各駅は現在も上下列車の行き違いをすることができないため、列車の増発には限界があった。
この片町線全線の複線電化の実現へ向けて、1952年、沿線に当たる地域のうち、大阪府と京都府に境を接す東大阪市・大東市・四條畷市・寝屋川市・交野市・枚方市・京田辺市・精華町・木津川市の以上8市1町の9つの自治体が中心となって、片町線複線化促進期成同盟会という団体が行政レベルを中心に設立されており、JR西日本に対し、輸送力の増強及び夜間の時間帯の輸送改善および全線の複線化を毎年要望している。
京都府は輸送需要の増加が著しい松井山手駅 - 京田辺駅間を中心に高速化・輸送力増強が早期に実現できるようJR西日本への要請を強め、1998年の補正予算でも高速化・輸送力増強事業費および駅舎整備費補助金として合計1,100万円を計上した。輸送改善の工事は1998年10月に着工し、松井山手駅 - 京田辺駅間の高速化が行われ、大住駅に行き違い設備の新設、京田辺駅の構内改良、JR三山木駅付近の線路移設および行き違い設備の新設・高架化が行われた。これにより列車の増発が可能になり、京橋方面から京田辺駅まで7両編成で運転できるようになった。
その後、同志社大学の八田英二学長（当時）名による申入れがあり、京田辺駅 - 木津駅間でも輸送改善工事が行われた。同志社前駅 - 木津駅間の各駅のホームを4両編成から7両編成に対応できるように延伸する工事が行われ、2010年3月13日から京田辺駅で行われていた車両の増解結がなくなり、全線で7両編成で運転することが可能になった。
2017年、北陸新幹線の西伸計画のうち、京都駅 - 新大阪駅間について、片町線松井山手駅付近を経由する「南回りルート」として建設する方針が固まったが、このタイミングで、当時の京都府知事・山田啓二は「舞鶴を経て日本海に至る山陰新幹線も含めた鉄道ネットワークの強化や、新幹線の整備効果をより高めるための学研都市線の複線化等の検討が、合わせて行われることが必要」と談話を述べ、さらに京田辺市の当時の市長・石井明三も「府南部地域の地域開発効果や学研都市の発展、さらには学研都市線の複線化につながるものと大いに期待している」と学研都市線の複線化の推進を促すコメントを残している。しかしながら、2019年に期成同盟会がJR西日本に対して陳情したところ、「北陸新幹線の延伸や、おおさか東線の全線開通、学研都市の機能の充実などでポテンシャルは上がっているが、現状では、現在のダイヤで十分に対応でき、増発や複線化は難しいと言わざるを得ない」とする回答があった。

### 片奈連絡線
日本の国土交通省は、学研都市建設に関する基本方針の一環として、京阪奈の各都心との連絡性を高めるため、学研都市線と奈良線を直通する「片奈連絡線（かたなれんらくせん）」という短絡線の建設の推進、および祝園駅付近の分岐線や木津駅方面への整備の必要性について検討している。実際、1989年5月に出された、運輸政策審議会答申第10号では、「2005年までに整備すべき路線」として挙げられていたが、2004年10月の近畿地方審議会答申第8号には盛り込まれていない。前述の沿線期成同盟会は、京田辺駅 - 奈良線・長池駅を結ぶ片奈連絡線の実現を陳情している。

### 京橋駅地下化構想
学研都市線の終点駅である京橋駅周辺の都島区片町から城東区新喜多にかけては、京橋駅が長年地上ホームとなっていることから、地区が南北に分断しており、地域の発展を阻害しているとされる。またそこへ走る都市計画道路構想も工事に着手できない状態が続いている。
そこで、ここにある「新喜多」「馬の口」「鯰江」の3つの踏切を除却し、約1.3㎞を地下路線に移行したうえで、都市計画道路の整備と交通渋滞の緩和、地域分断化の解消などを進める再開発構想が大阪市によって計画されているが、財政上の問題で再開発が進んでいない。京橋駅学研都市・東西線ホームも地下に移行し、2面2線の乗り場を建設することが考えられている。
しかし、イオン京橋店（2019年9月閉店）のオフィス併設の商業施設への建て替え工事などの再開発の動きが活発化していることから、2021年7月、この立体交差事業再開へ向けて、大阪市が日本交通技術に調査検討業務を委託し、地下化のルートや工法についての再検討を行うことになった（履行期間:2022年3月31日まで）。
大阪市が開催した令和7年度第1回（早期実施分）大阪市建設事業評価有識者会議の資料によると、2030年度に認可を取得し、2051年度に地下切り替えを予定している。

### 新駅設置計画
大東市は住道駅 - 野崎駅間に新駅を設置することを要望している。2022年12月に改訂された『大東市都市計画に関する基本的な方針』にも「ＪＲ住道駅・野崎駅間における新駅構想については、東部地域だけでなく市全体の活性化につながることから、連続立体交差事業と合わせて検討し、市民・関係団体・鉄道事業者等で設置に関する合意がなされるよう調整に努めます。」と記述がある。
また、前述の通り、将来的に北陸新幹線の駅が松井山手駅付近の沿線に設置される予定がある。